# Henriettea succosa
Espèce
Synonymes
Selon Tropicos (19 septembre 2024)
- Henriettea brasiliensis Casar.
- Henriettea macrocalyx (Standl.) Gleason
- Henriettella macrocalyx Standl.
- Melastoma succosum Aubl. - Basionyme

Selon GBIF (19 septembre 2024)
- Henriettea brasiliensis Casar.
- Henriettea macrocalyx (Standl.) Gleason
- Henriettea succosa var. kappleriana Steud.
- Henriettea succosa var. kappleriana Steud. ex Naudin
- Henriettella macrocalyx Standl.
- Melastoma succosum Aubl. - Basionyme

Henriettea succosa est une espèce d'arbre de la famille des Melastomataceae. C'est un arbuste trouvé en Amérique.
Il est connu en Guyane sous les noms de Caca Henriette (créole), Mabee si (nenge tongo), au Guyana comme Waraia, et au Venezuela comme Lala-ak (Arekuna).

## Description

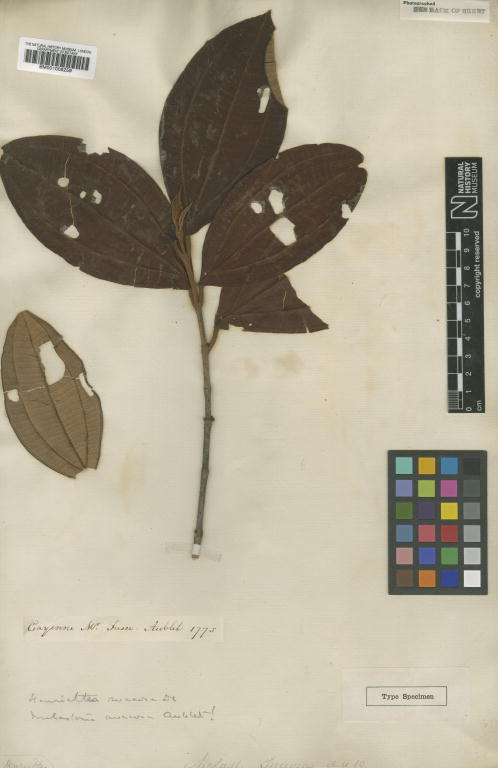
échantillon type d’Henriettea succosa collecté par Aublet en Guyane

Henriettea succosa est un petit arbre haut de 3 à 12 m,
Ses pétales sont blancs à roses.
Henriettea succosa est similaire à Henriettea maroniensis, mais a des soies plus courtes et caduques sur les feuilles supérieures et des poils hypanthaux de seulement 1-1,5 mm de long.

En 1953, Lemée en propose la description suivante de Henriettea succosa :

« H. succosa Dec. (Melastoma s. Aubl.). Petit arbre ; feuilles de 0,12-0,30 sur 0,06-0,15, elliptiques ou oblongues aiguës aux 2 extrémités ou un peu obtuses à la base, fermes scabres en dessus par soies appliquées ou plus ou moins glabres, poilues-blanchâtres ou -brunâtres en dessous par poils étoilés et sétiformes, à 5 nervures dont la paire extérieure marginale ; fleurs en général par 1-3, à pédicelle de 3-10 mm., tube du calice de 9-15 mm couvert densément de poils raides appliqués et à segments longs de 4-5 mm., pétales de 10-15 mm., roses ou blancs, style poilu ; baie rougeâtre globuleuse à diamètre de 17 mm. environ, très séteuse et surmontée des sépales. - Maroni : Camp Godebert, Charvein, Saint-Jean (R. Beniost) ; herbier Lemée : Mathoury. »

— Albert Lemée, 1953.

## Répartition
Henriettea succosa est présent du sud du Mexique jusqu'à l'Est du Brésil (Bahia), en passant par le l'Amérique centrale, la Colombie, Trinidad, le Venezuela, le Guyana, le Suriname, et la Guyane.

## Écologie
Henriettea succosa pousse au Venezuela dans les forêts riveraines et forêts de plaine non inondées, à 100-1 200 m d'altitude.
La biologie de sa reproduction a été étudiée.

## Usages
Henriettea succosa produit des fruits comestibles.

## Protologue

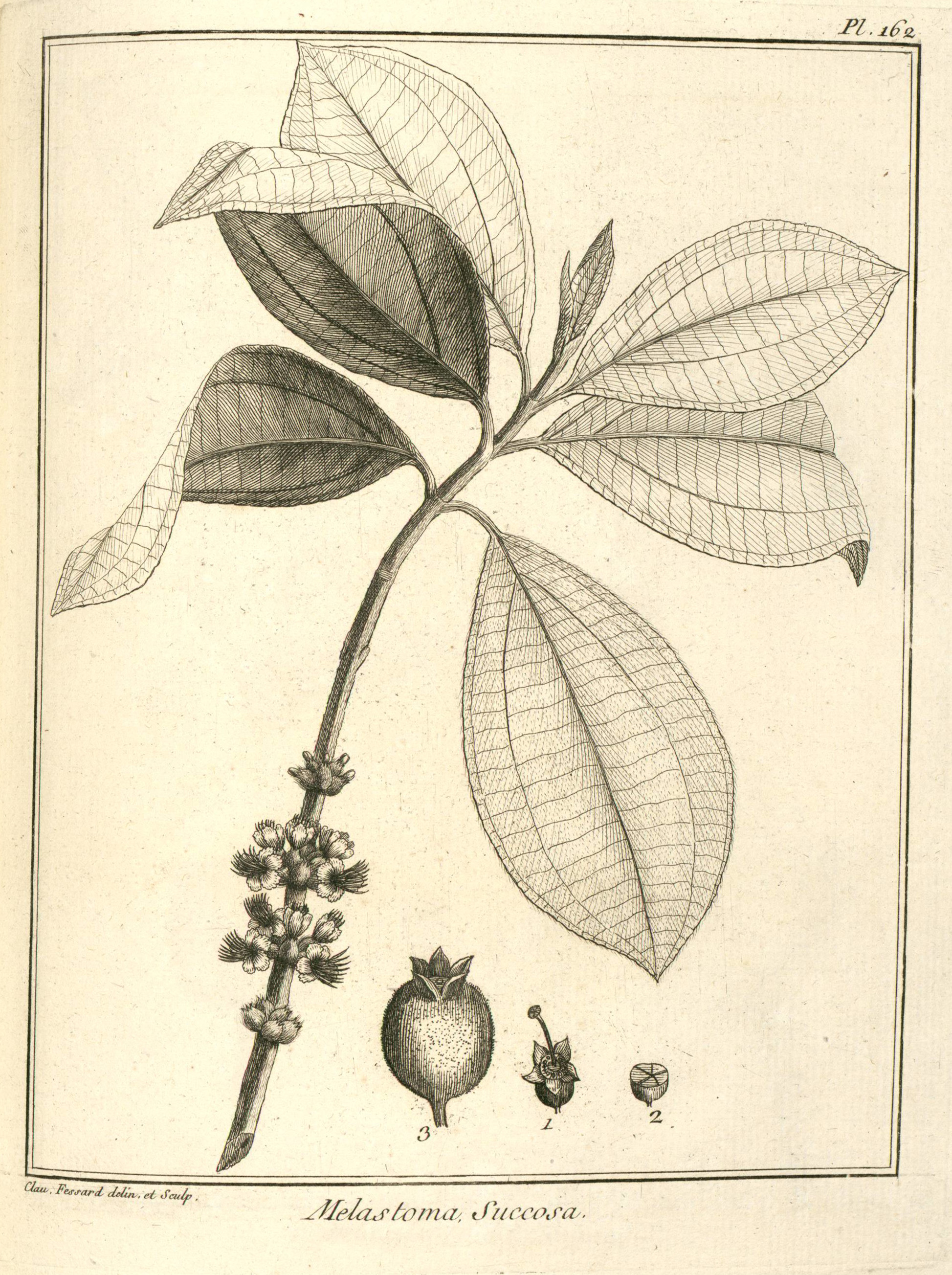
Henriettea succosa par Aublet (1775) 1. Calice. Diſque. Stigmate. - 2. Ovaire coupe en travers. - 3. Baie de groſſeur naturelle.

En 1775, le botaniste Aublet a décrit Henriettea succosa et en a proposé le protologue suivant : 

« 10. MELASTOMA (ſuccoſa) foliis ovatis, hirſutis, aſperis, ſubtus incanis ; fructu purpuraſcente. (Tabula 161.)
Frutex decem aut duodecim - pedalis, ramoſus ; ramis redis, nodoſis, tetragonis, villoſis, rufeſcentibus, in extremitate folioſis. Folia oppoſita, ovata, acuta, integerrima, quinque-nervia, ſupernè hirſuta, aſpera, ferruginea, ſubtùs tomentoſa, incana, petiolata ; folia novella incarnata, Flores congeſti, ſubſeſſiles, ad axillas foliorum evanidorum. Calix : perianthium monophyllum, ſubrotundum, villoſum, inferum, quinquedentatum ; denticulis acutis. Corolla pentapetala, alba, petalis ſubrotundis, concavis, fimbriatis, in orbem politis. Stamina decem, erecta, uno verſu declinata. Piſtillum: germen calici adnatum. Stylus longus. Stigma capitatum, concavum, quinqueſulcatum. Pericarpium : bacca edulis, otbiculata, quinquelocularis. Semina numeroſa, in pulpa molli ſubrubente nidulantia.
Floret, fructumque ſert variis anni temporibus. 
Habitat in ſylvis Caïennæ & Guianæ.
Nomem Gallicum caca henriette.

LE MéLASTOME à fruit purpurin. (PLANCHE 162.)
Cet arbrisseau s'élève de dix a douze pieds ; ſon tronc à quatre à cinq pouces de diamètre ; ſon écorce eſt cendrée ; ſon bois eſt blanc & très dur, il pouſſe des branches droites, nues, qui, a leurs extrémités, portent quelques rameaux quarres, couverts de poils rouſſâtres, garnis a leurs ſommets de quatre à cinq étages de feuilles oppoſées & en croix ; elles ſont ovales, entières, de cinq pouces de long, ſur trois &r demi de large, vertes, couvertes d'un poil rude & âpre au toucher, en deſſus blanchâtres, velues en deſſous, partagées dans le milieu de leur longueur par une côte ſaillante en deſſous, qui donne naiſſance à quatre nervures, dont les deux inférieures s'étendent ſur ſon bord, & les supérieures vont en courbant ſe réunir au ſommet. Les jeunes feuilles ſont couvertes de poils mollets & rougeâtres, tant extérieurement qu'intérieurement. 
Les fleurs naiſſent ſur les branches & les rameaux, au deſſous des feuilles, immédiatement au deſſus de la marqué que celles qui ſont tombées y ont laiſſée ; elles ſont ſans pédoncules, par grouppes. 
Le calice, qui renferme l'ovaire, eſt arrondi, charnu, charge d'un poil blanchâtre, diviſé à ſon ſommet en cinq parties larges & aiguës. 
La corolle eſt à cinq pétales oblongs, blancs, concaves, franges a leurs bords, plus étroits à leur baſe qui eſt charnue, & attachés à la paroi interne du calice un peu au deſſous de ſes diviſions. 
Les étamines ſont au nombre de dix, inclinées d'un côte, & placées au deſſous de l'inſertion des pétales ; leur filet eſt blanc ; les anthères ſont longues, grêles & bleuâtres. 
Le piſtil eſt un ovaire rond qui fait corps avec la partie poſtérieure du calice ; il eſt ſurmonté d'un style blanc, combe, charnu, qui déborde les étamines, & eſt termine par un stigmate rond, évaſé, concave, marqué de cinq ſillons. 
L'ovaire devient une baie velue, rougeâtre, de la groſſeur du fruit du groſſeiller épineux & cultivé, couronnée paries diviſions du calice ; elle eſt extérieurement partagée en cinq loges par des membranes très fines ; chaque loge eſt remplie de semences très menues, enveloppées dans une ſubſtance douce, molle, fondante & rougeâtre. 
Ces fruits ſont d'un bon goût, & généralement recherchés par les différents peuples qui habitent la Guiane. 
On eſtime ſes feuilles en décoction pour laver les plaies & les ulcères -, elles ſont vulnéraires aſtringentes. 
Cet arbriſſeau ſe trouve dans l'île de Caïenne & en différents quartiers de la Guiane, ou je l'ai obſervé en fleur & en fruit dans preſque toutes les ſaiſons. 
Ce fruit eſt nommé CACA HENRIETTE par les Créoles. On en a repréſenté un de grandeur naturelle. »

— Fusée-Aublet, 1775.

## Galerie

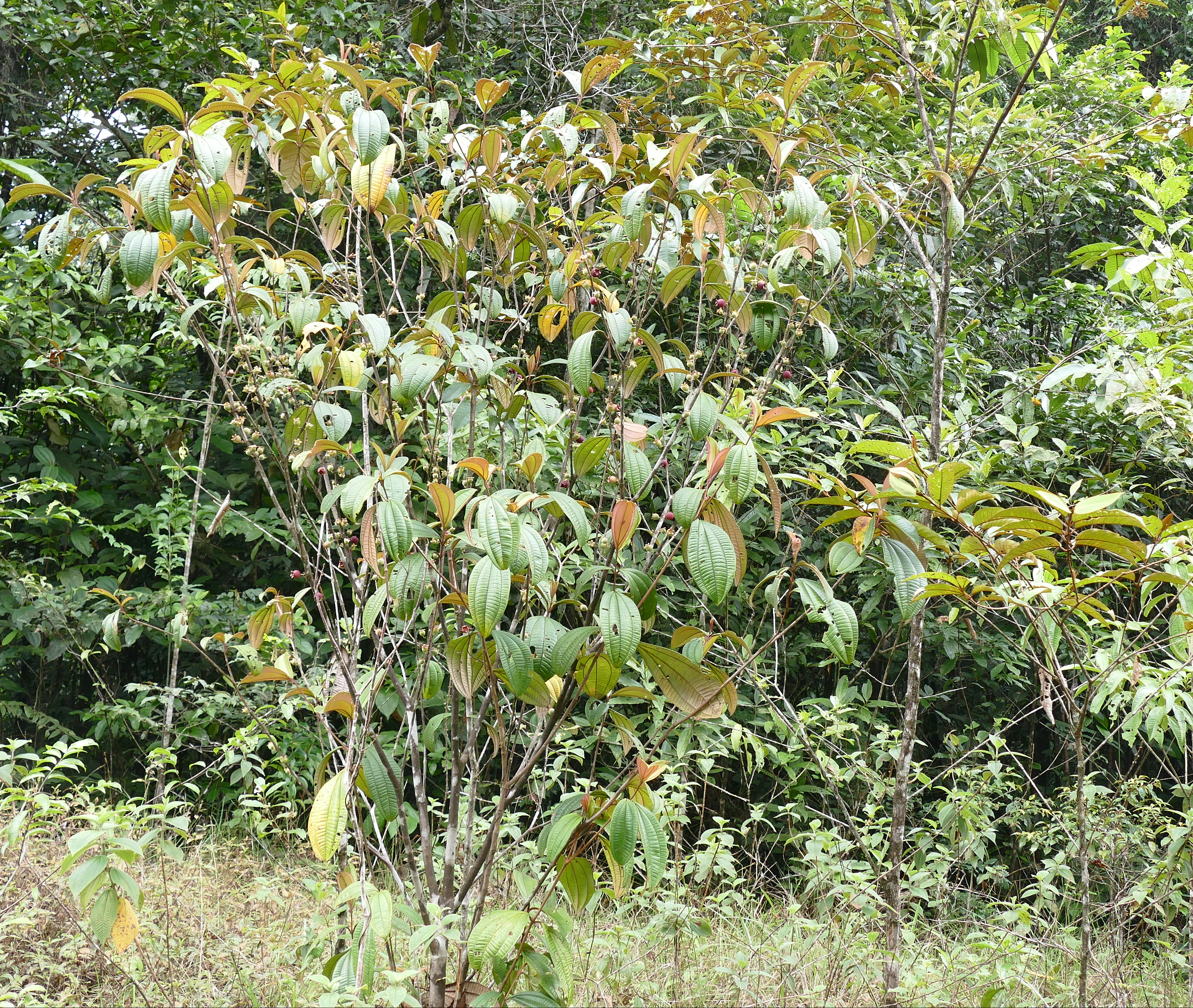
arbre entier
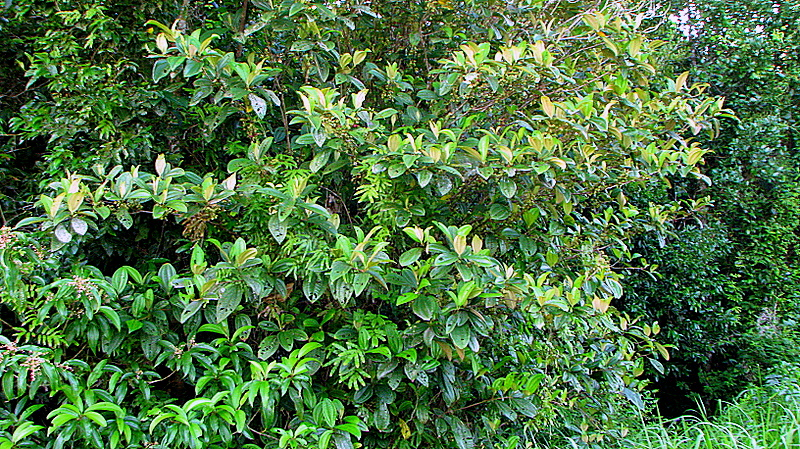
rameau
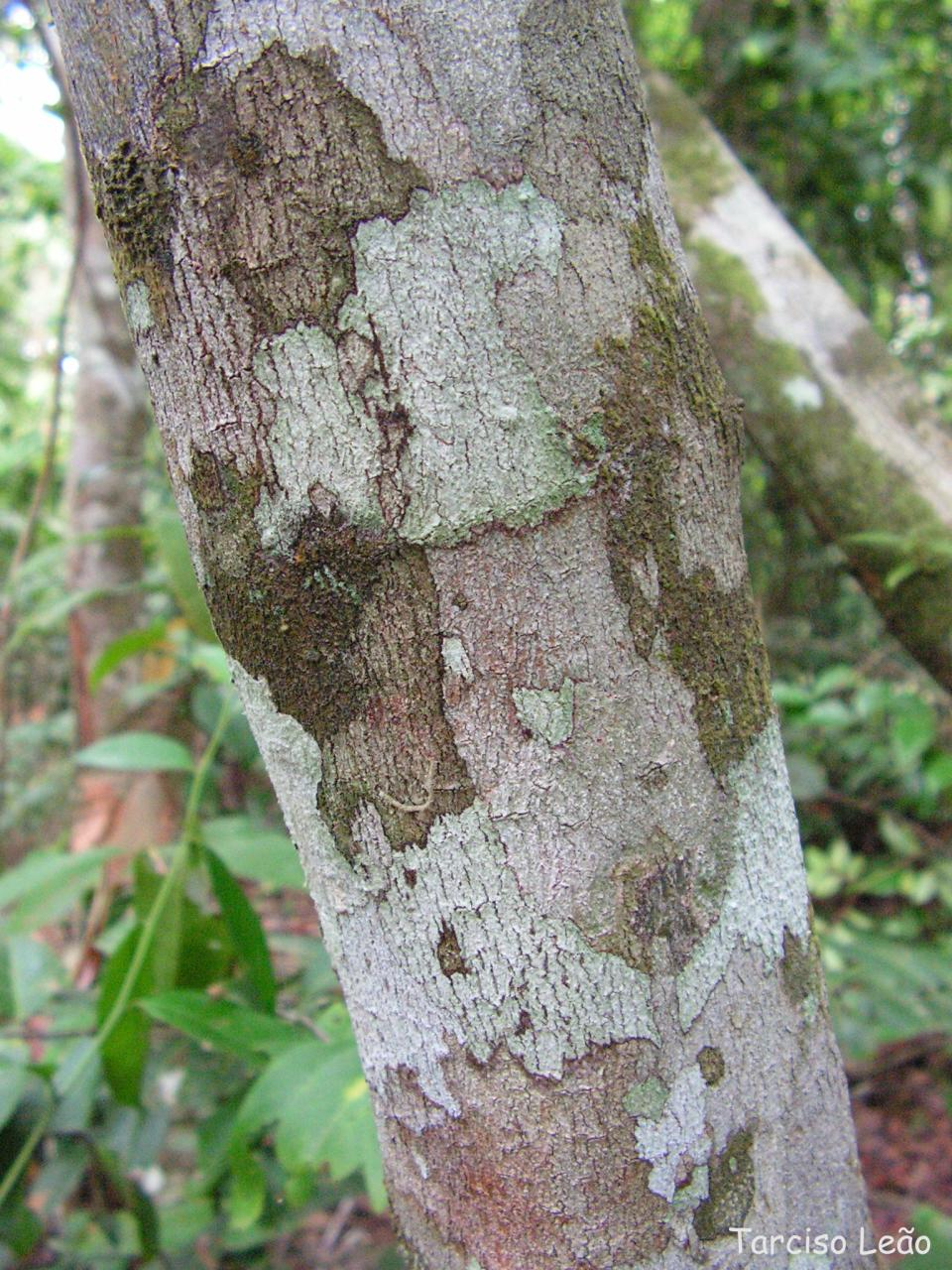
écorce
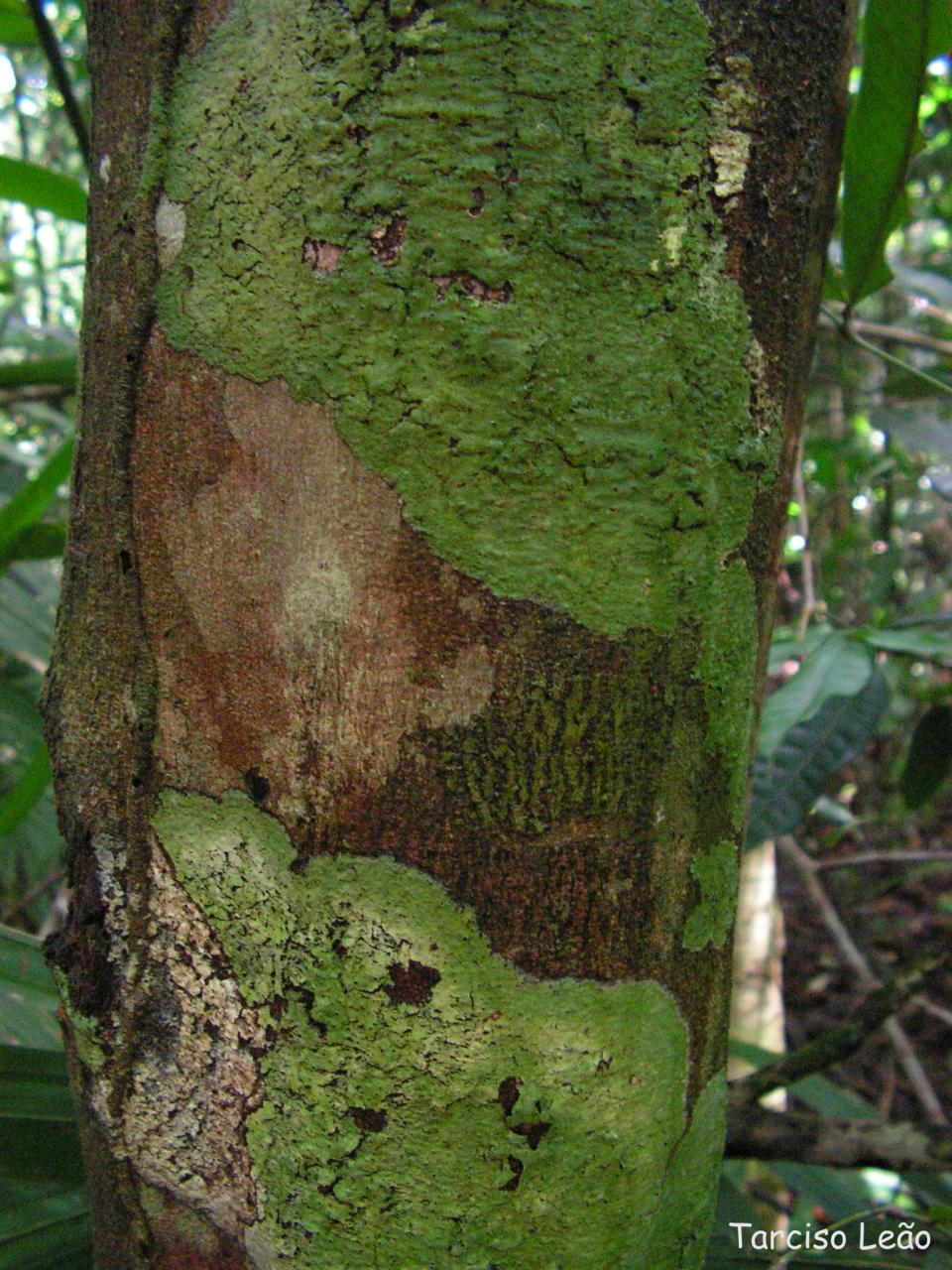
écorce
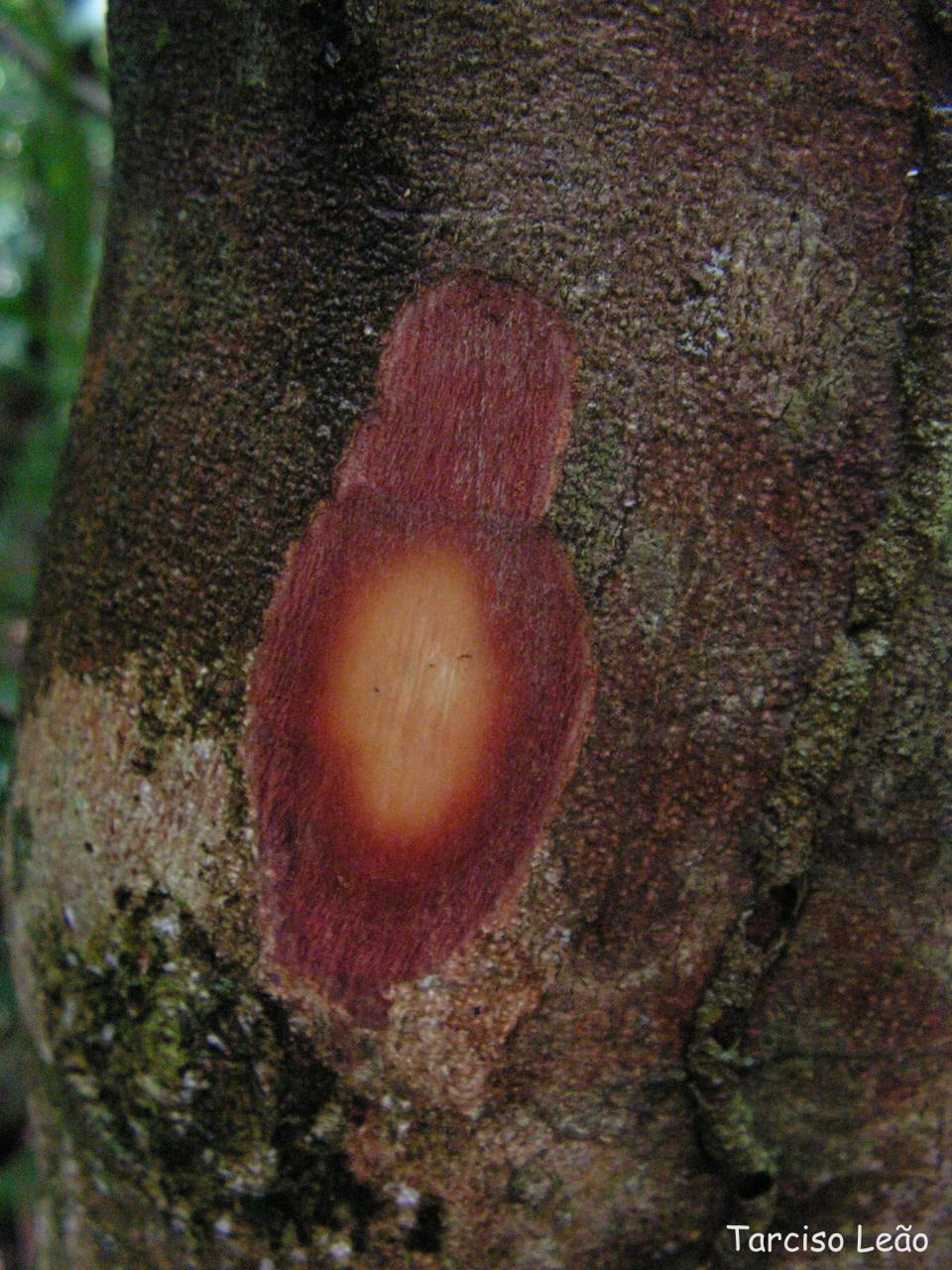
flachis
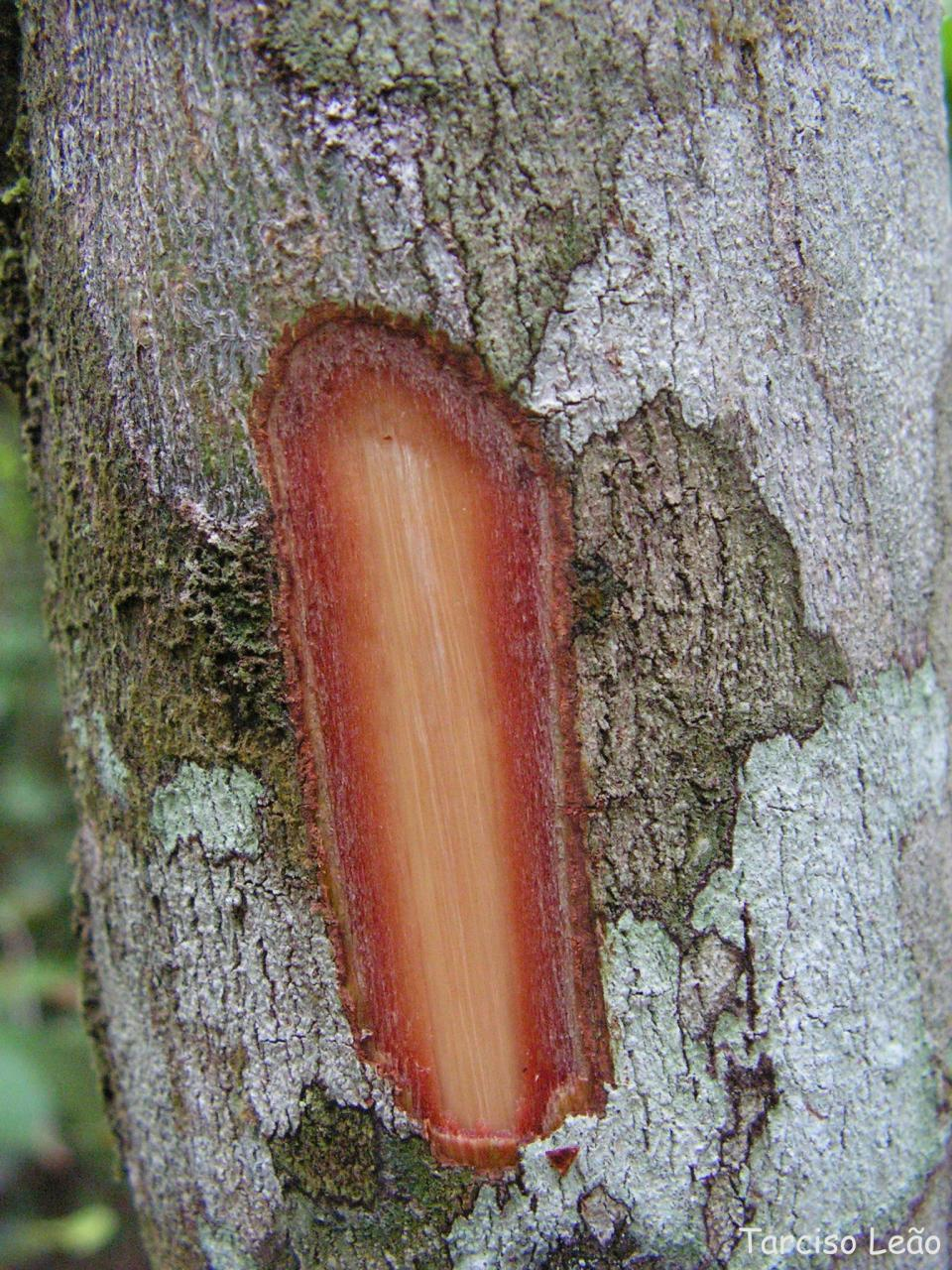
flachis
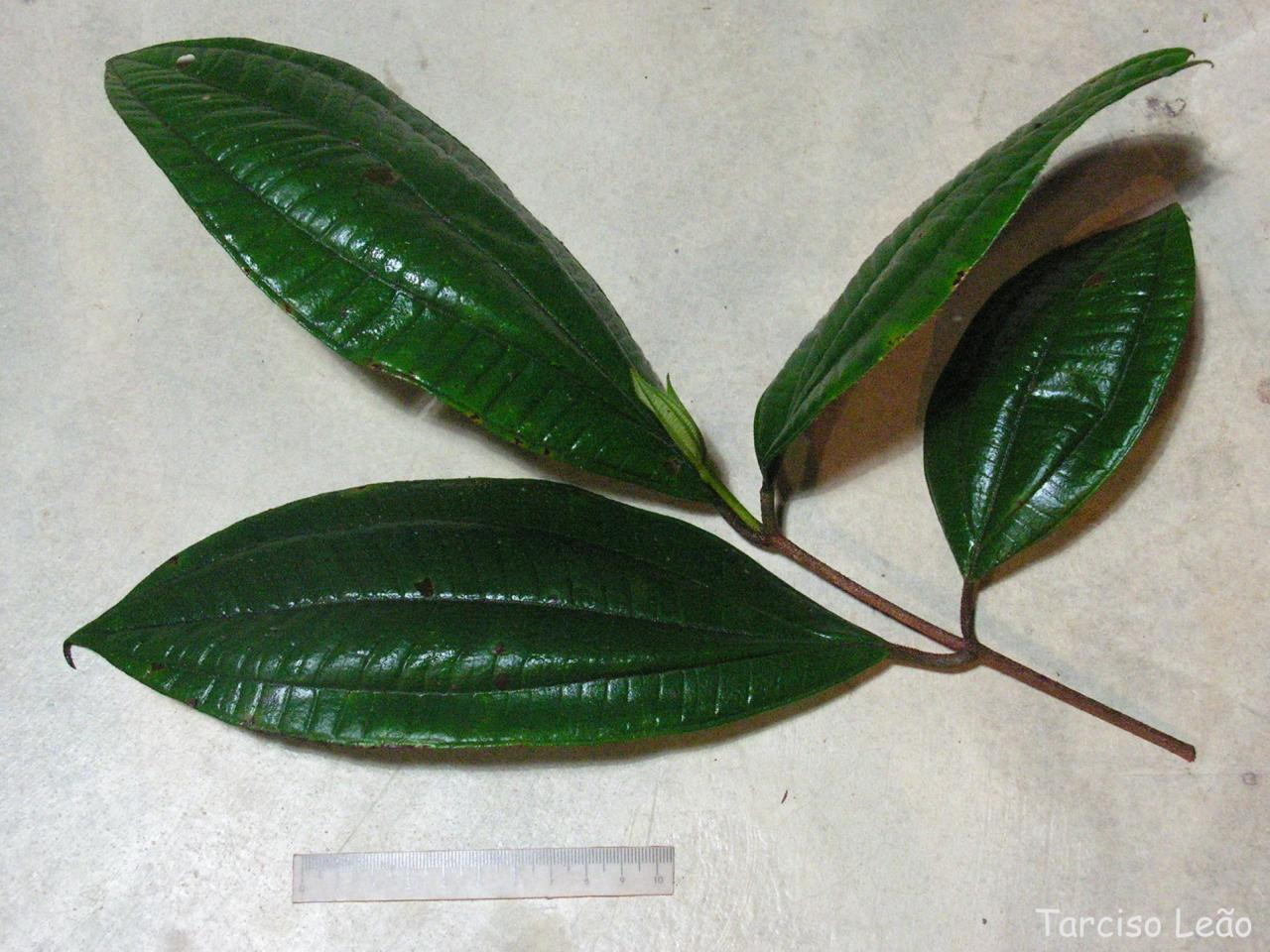
rameau feuillé
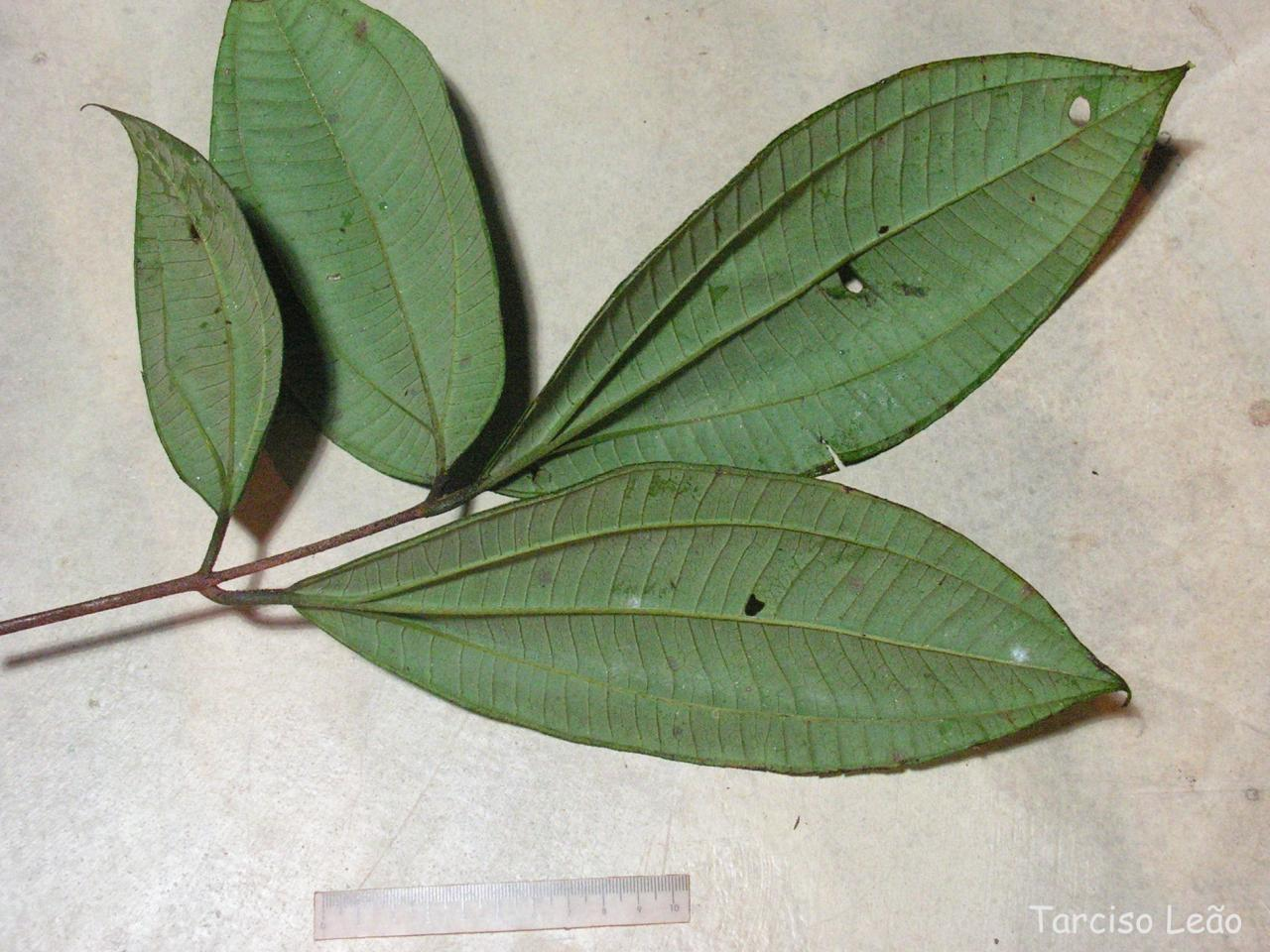
rameau feuillé
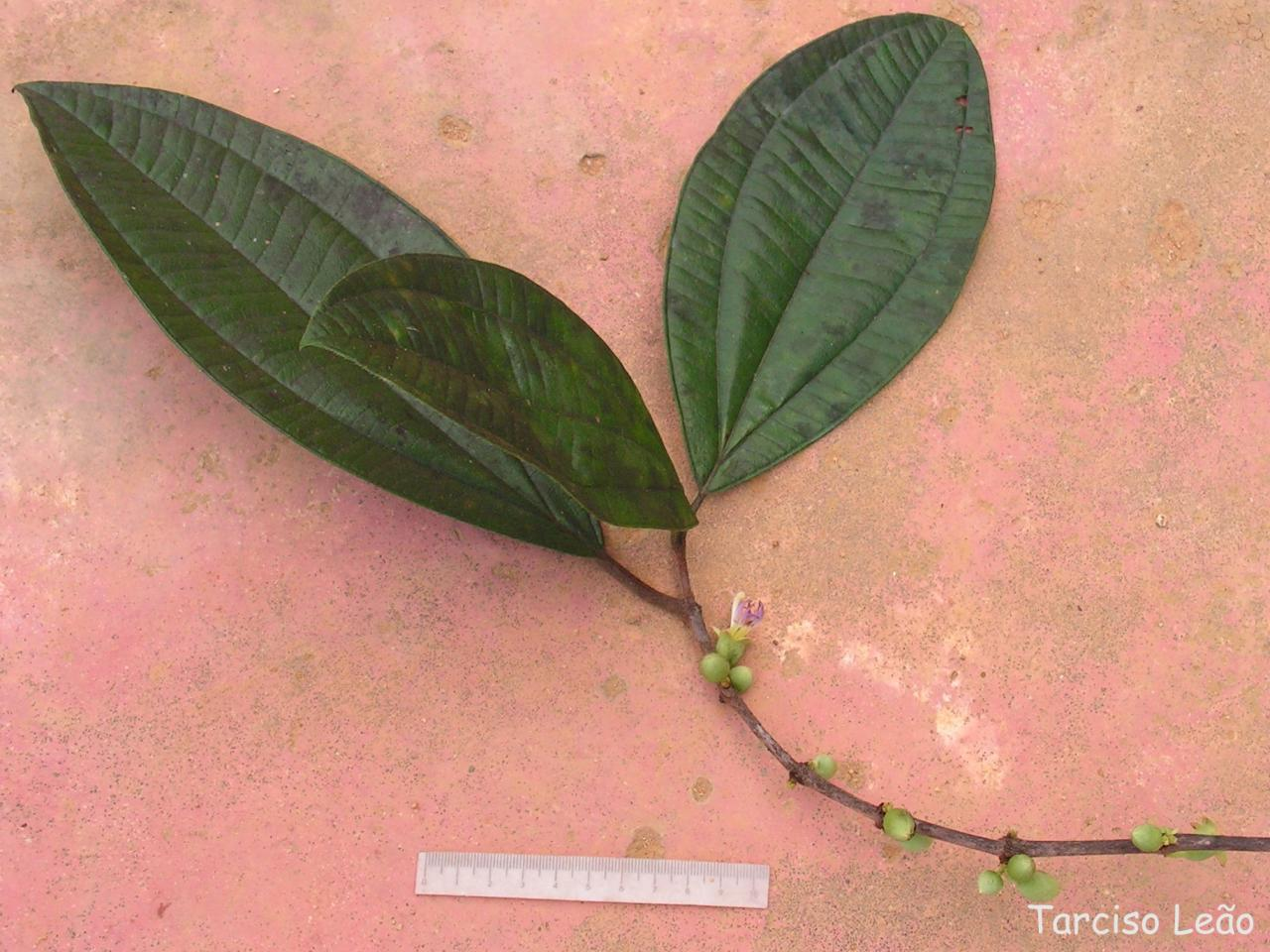
rameau feuillé
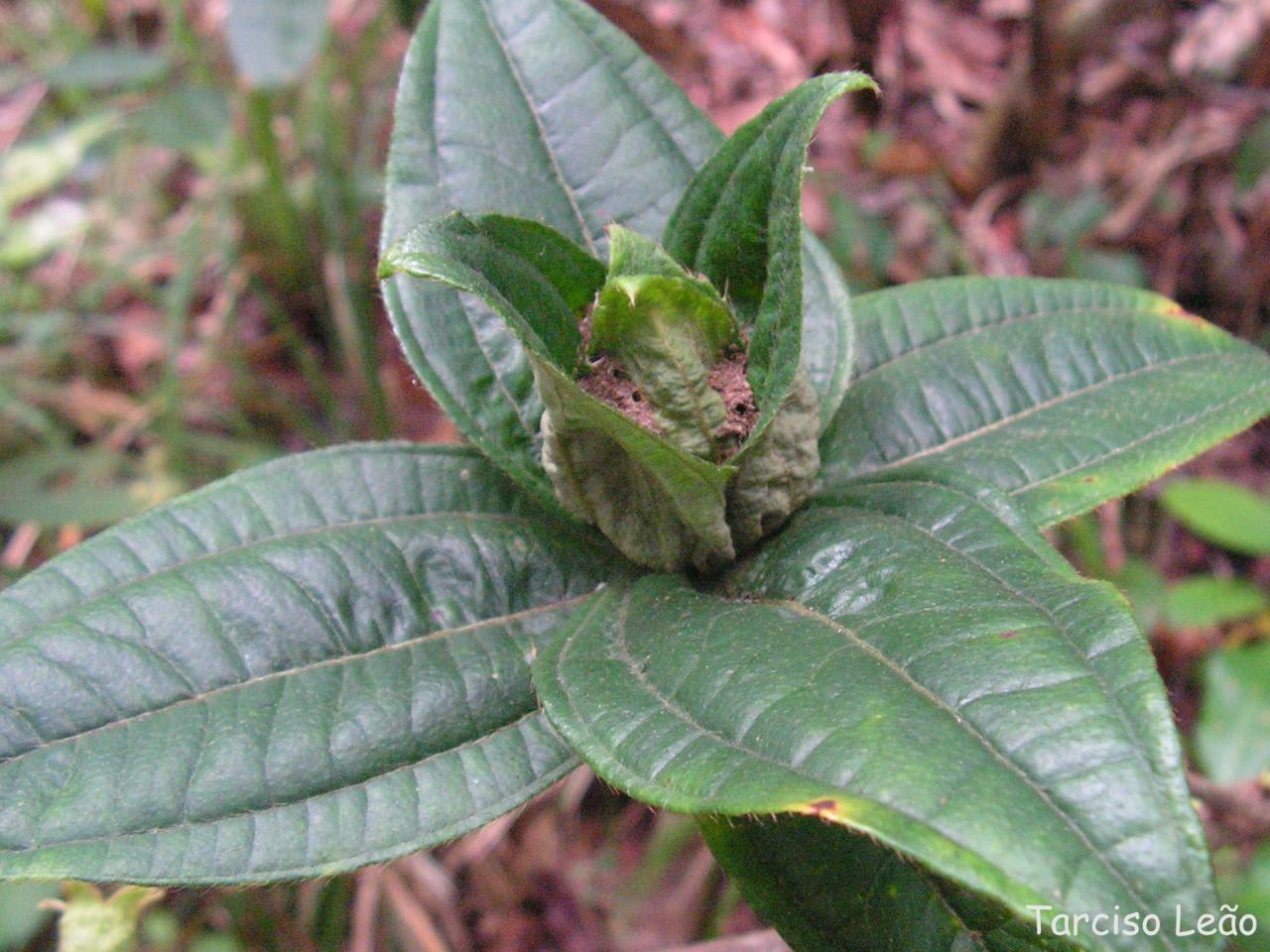
rameau feuillé
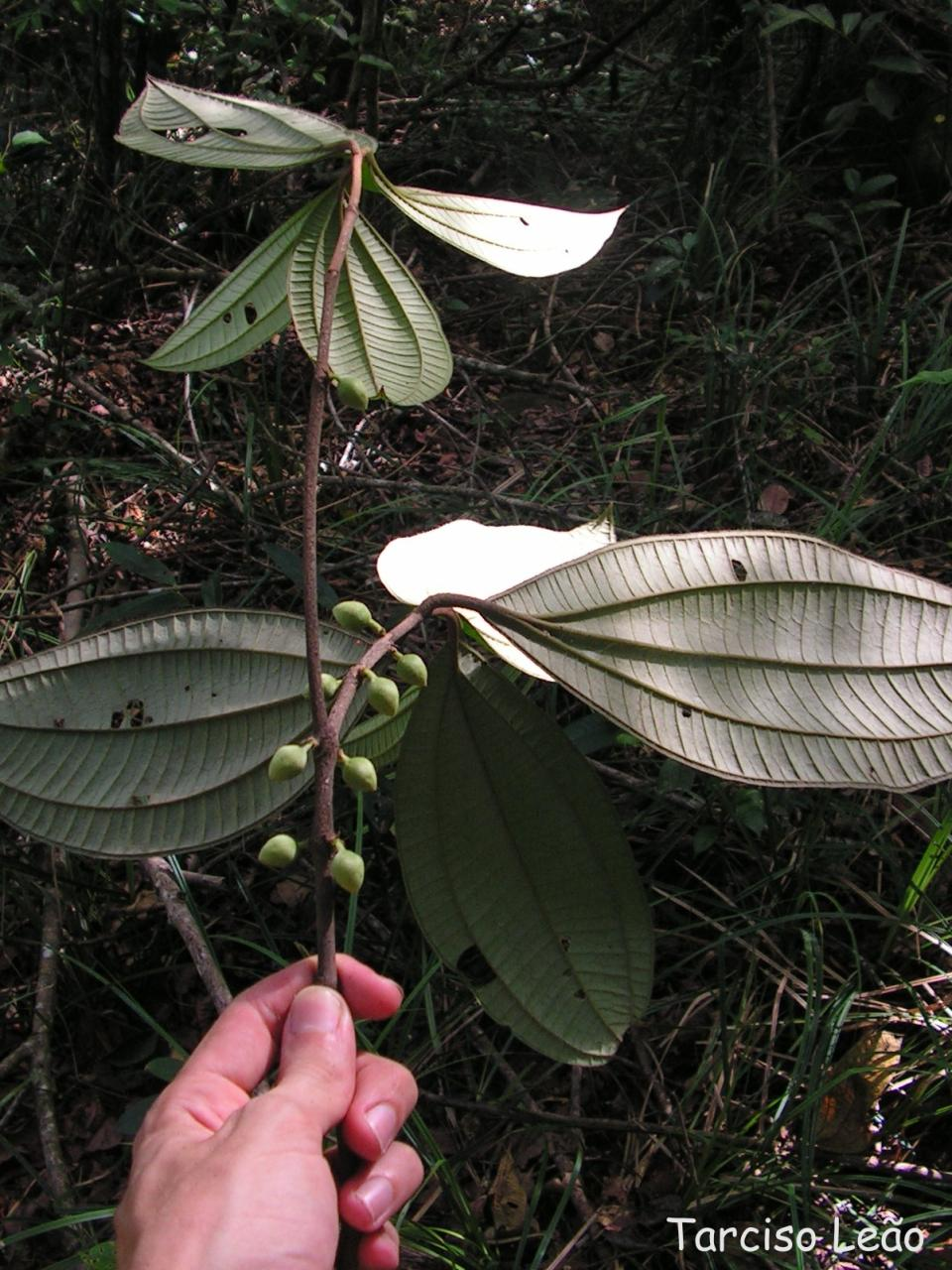
rameau feuillé
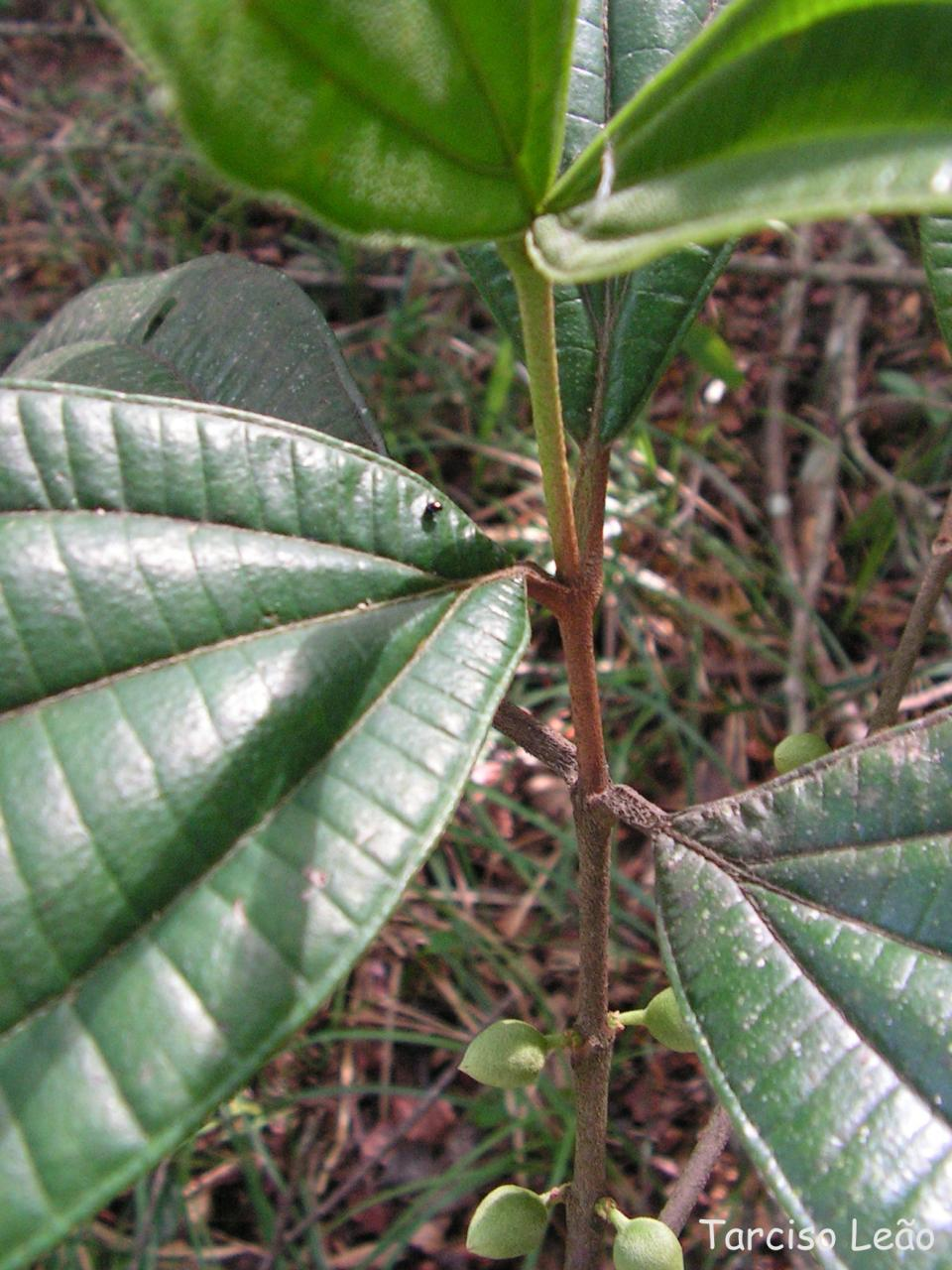
pétioles
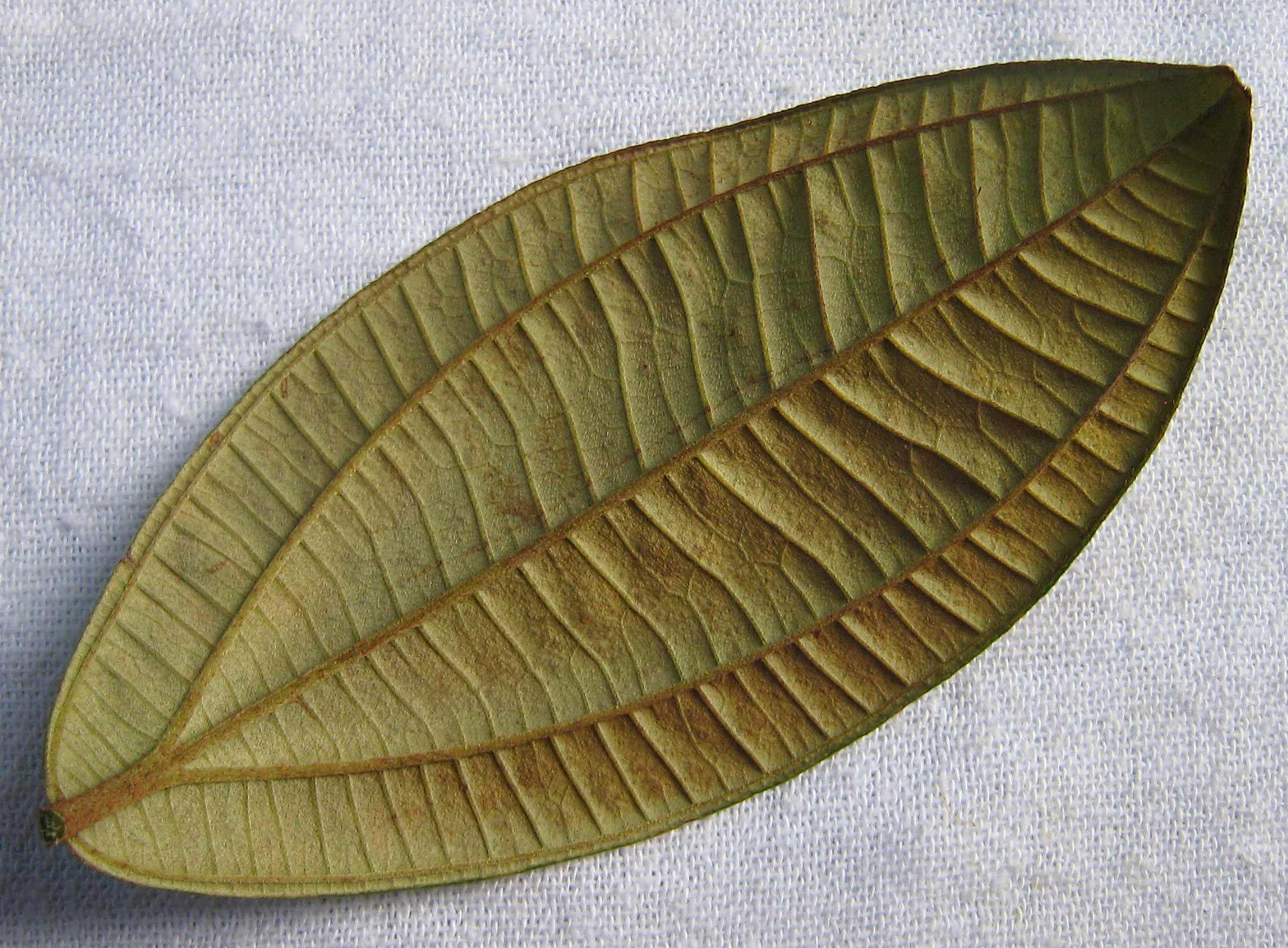
feuille
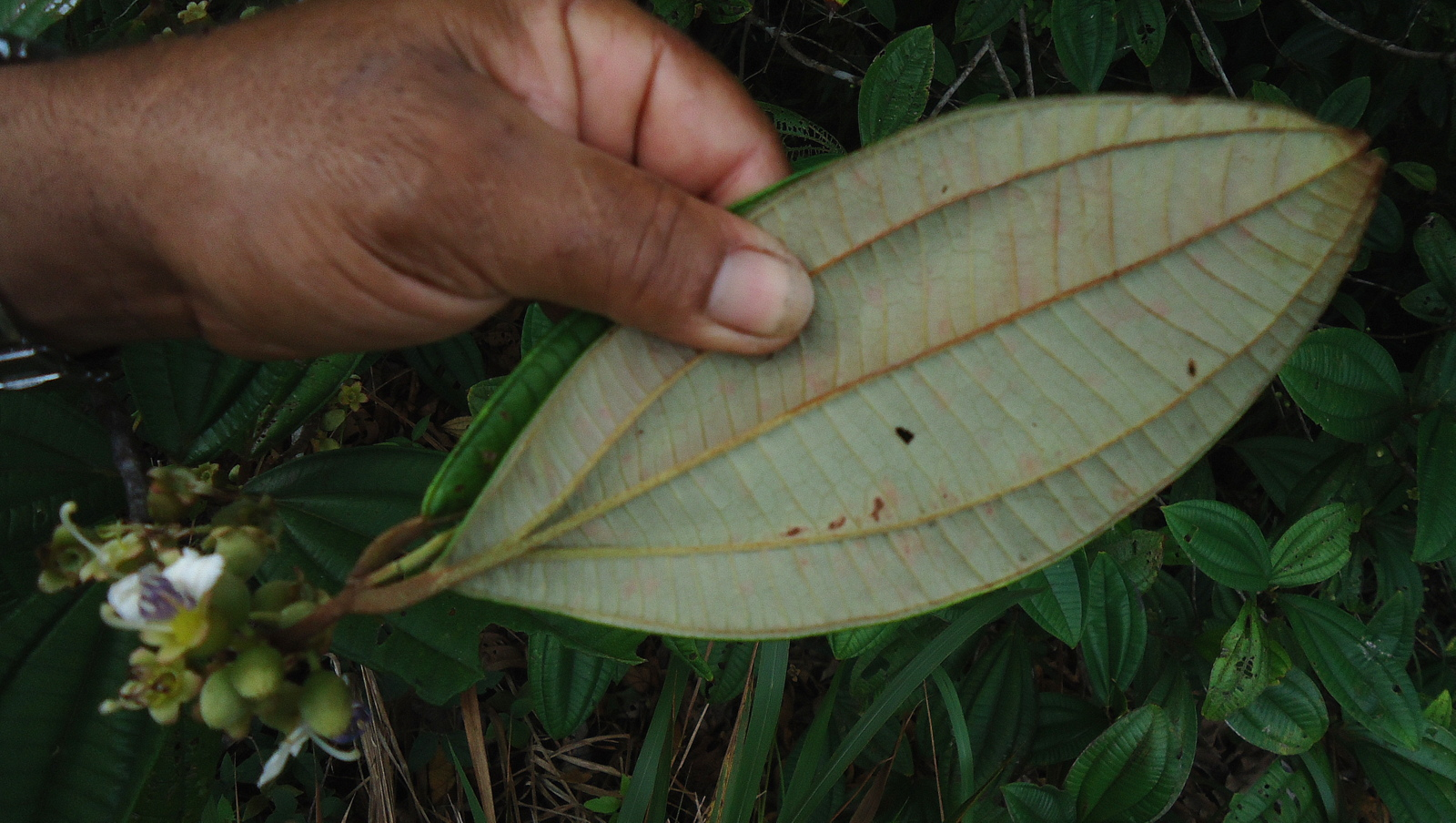
feuille
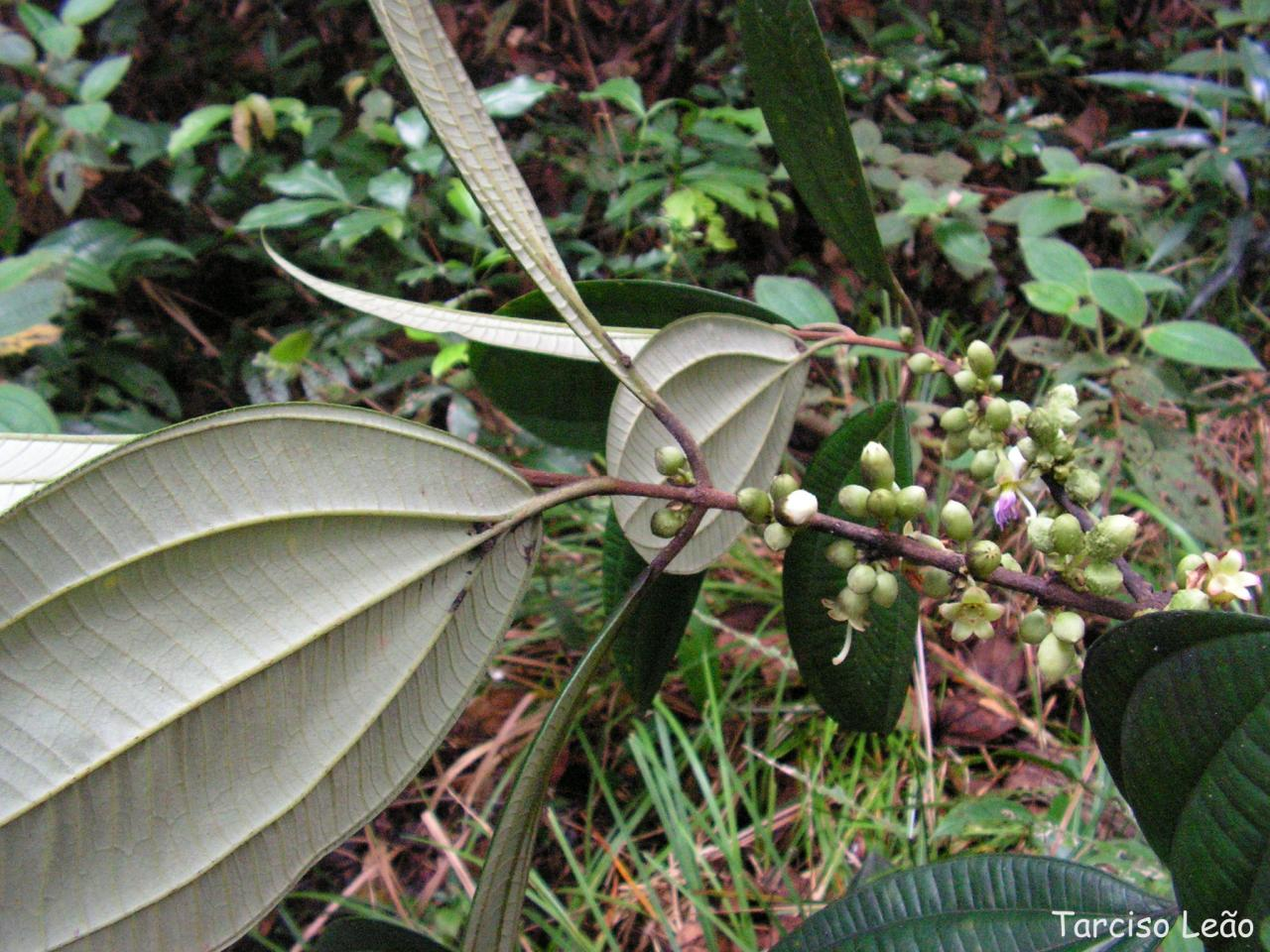
feuilles
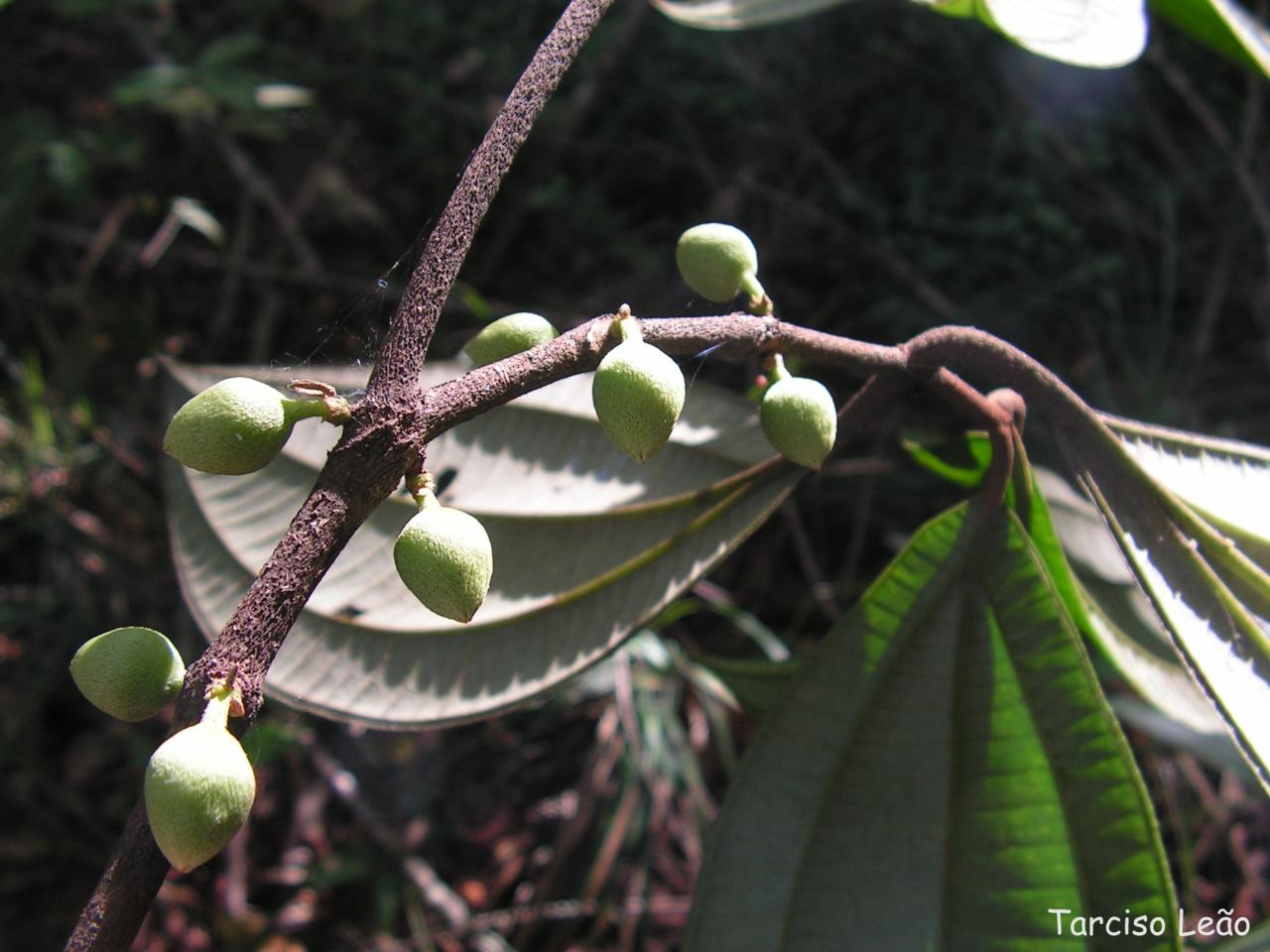
feuilles
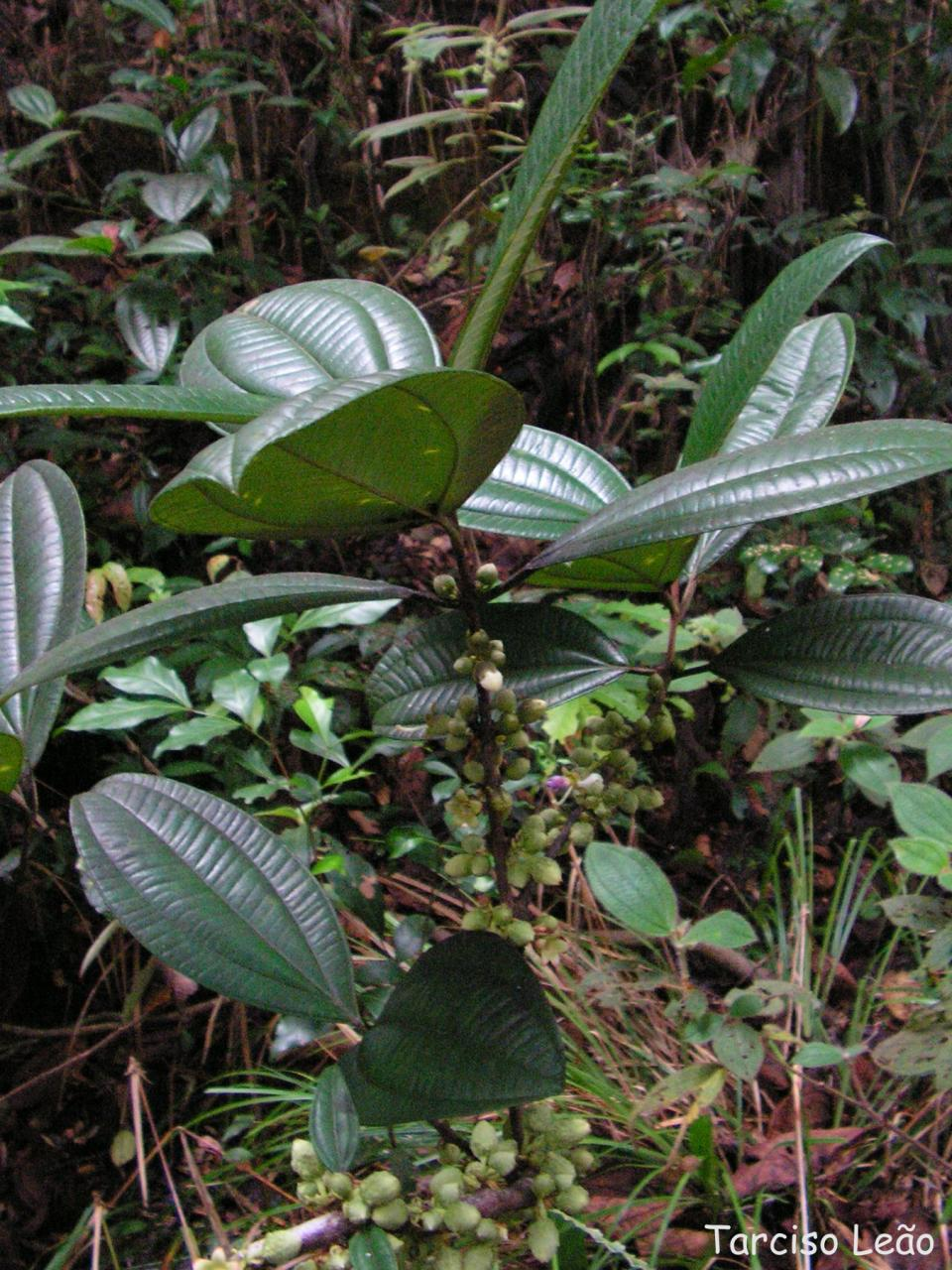
feuilles
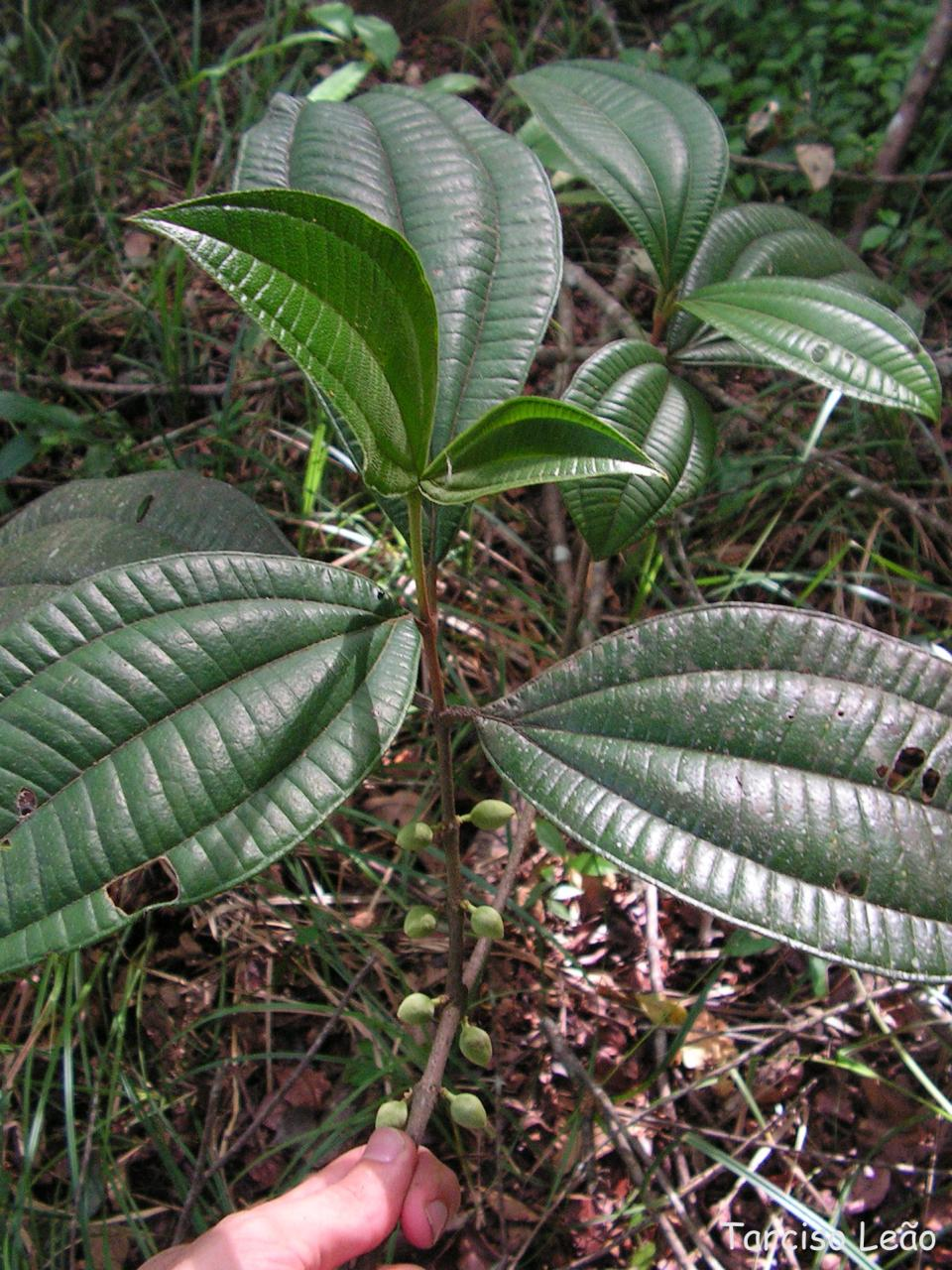
feuilles
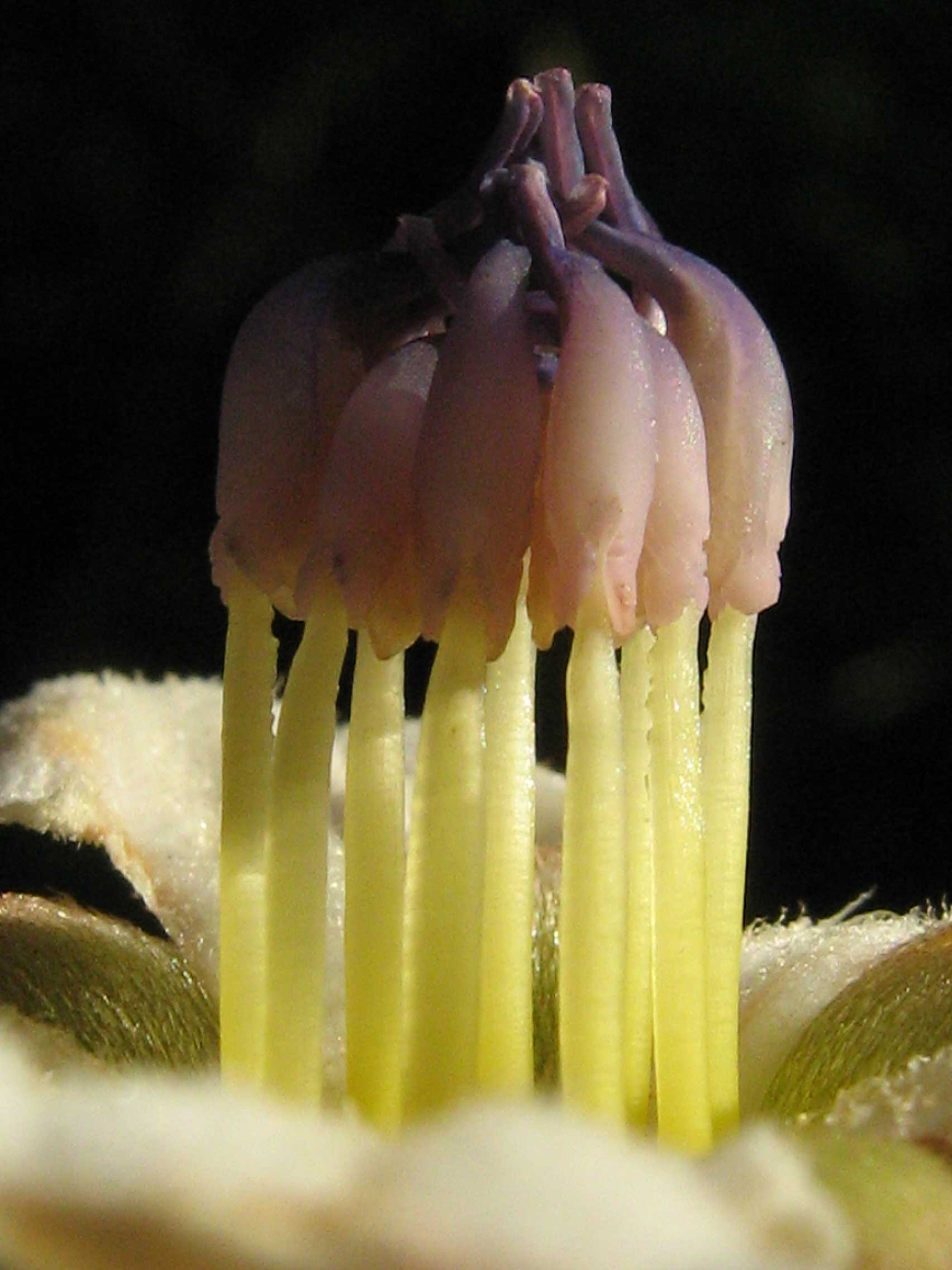
androcée
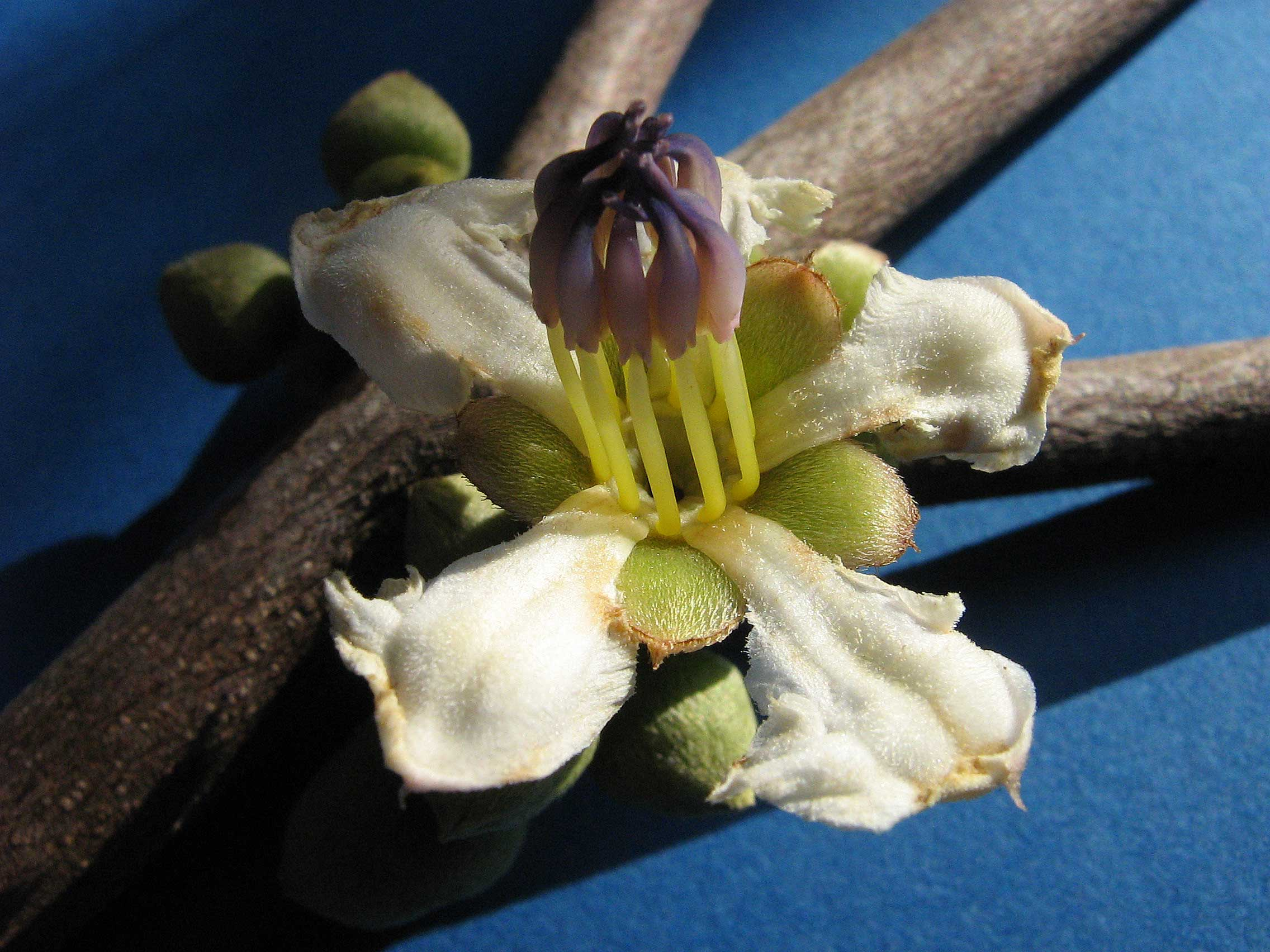
fleur
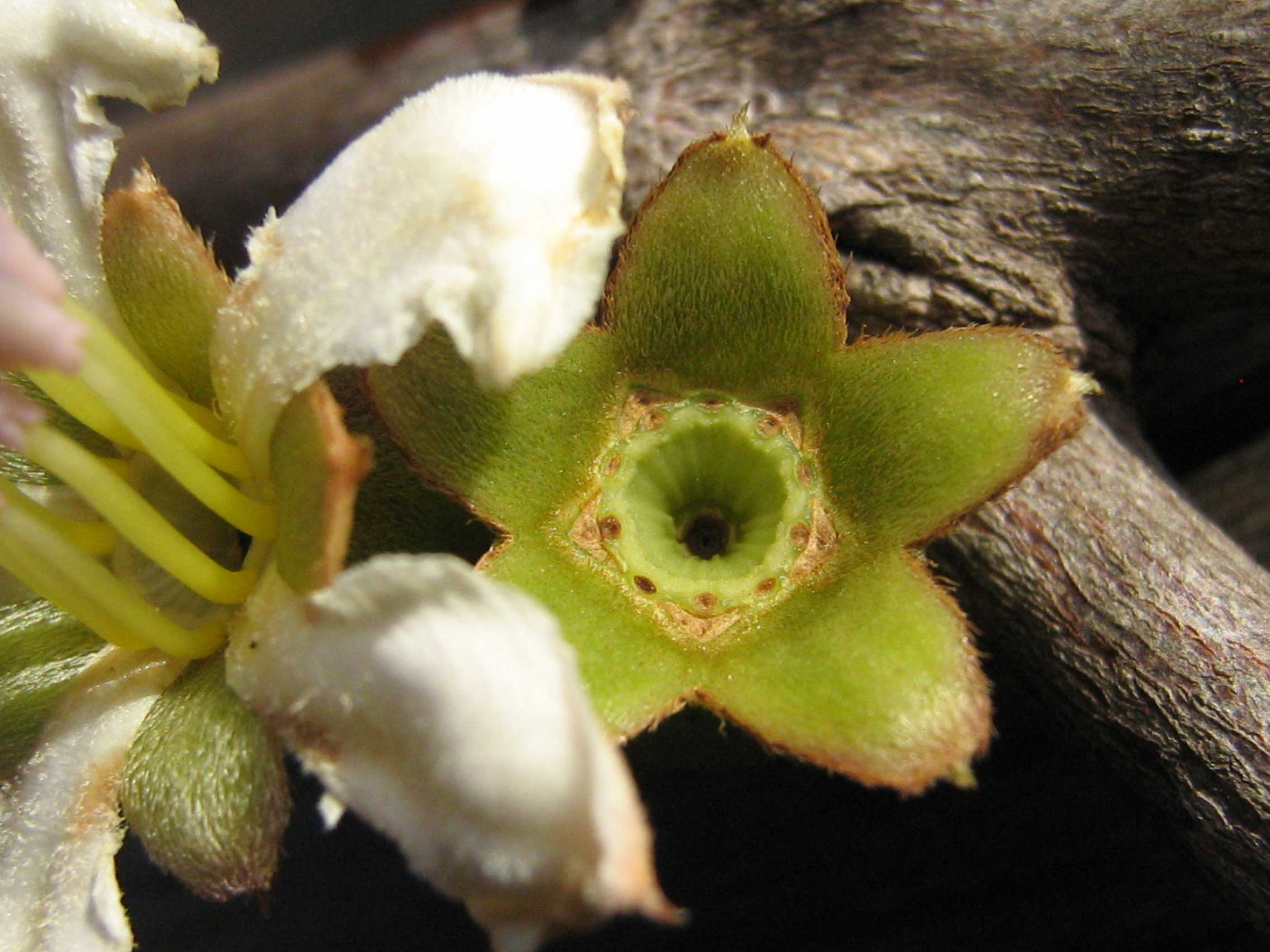
calice
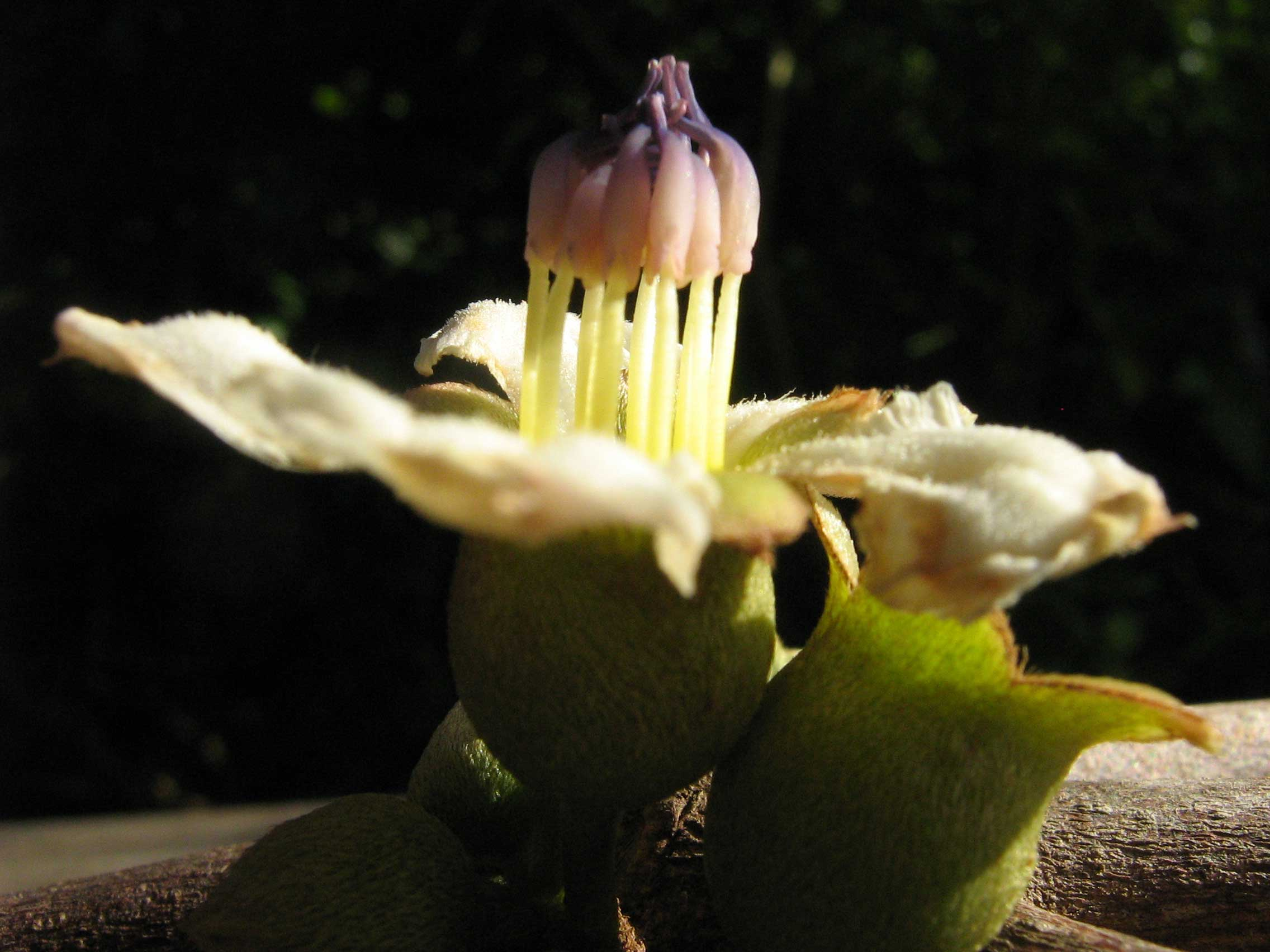
fleur
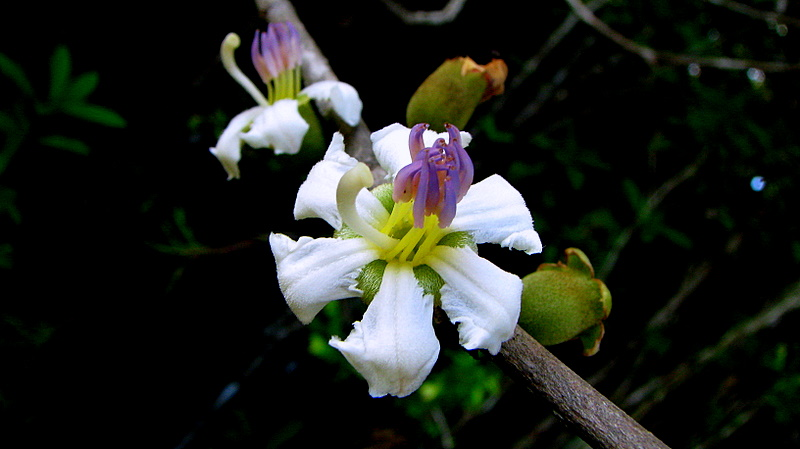
fleur
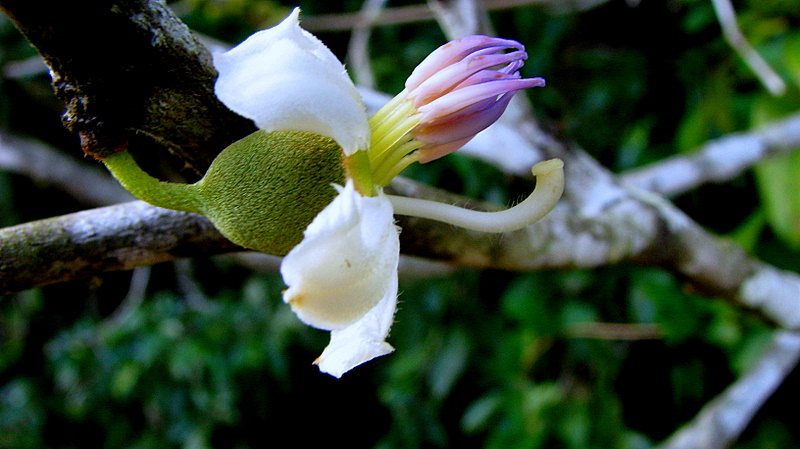
fleur
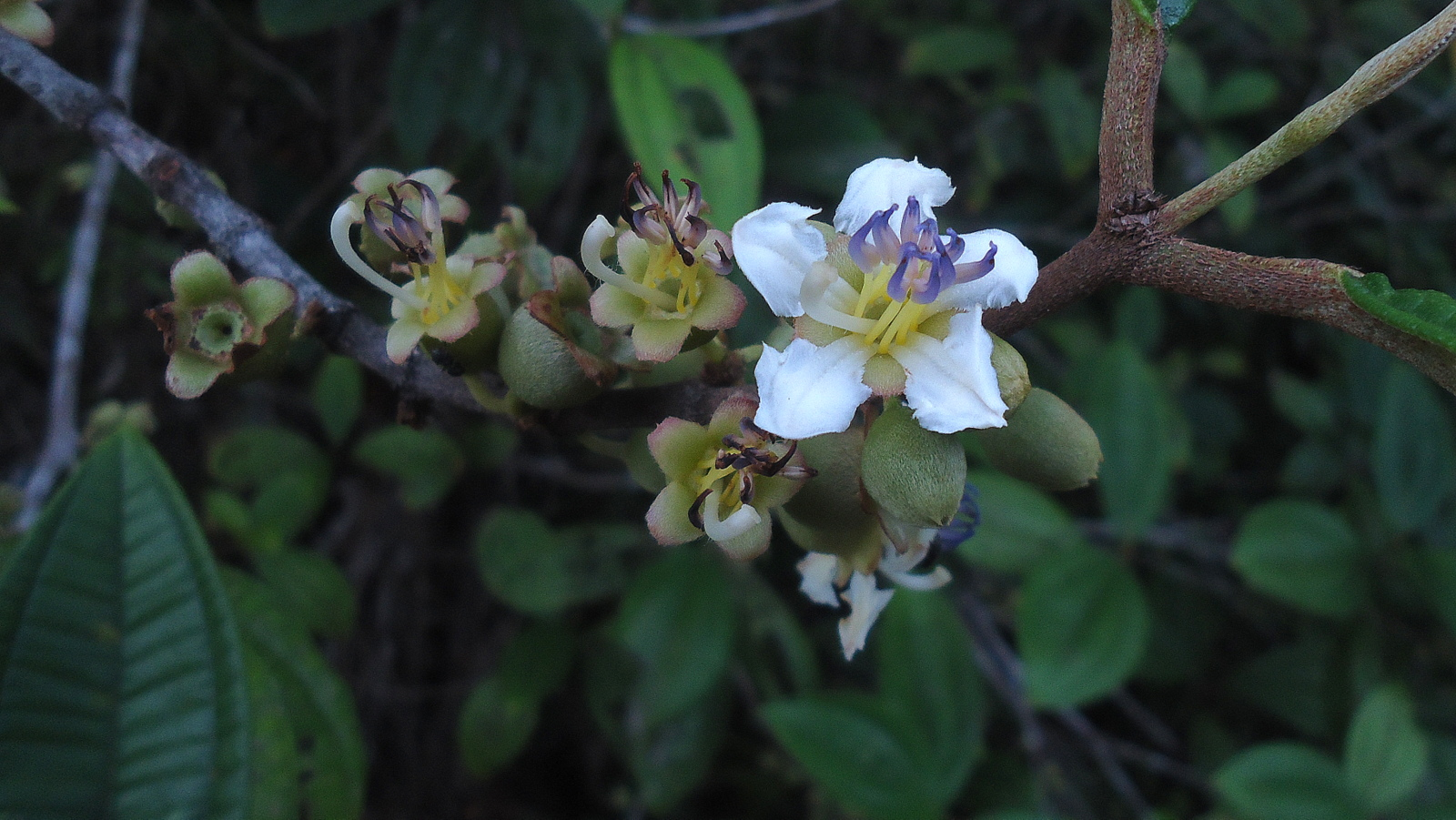
fleur
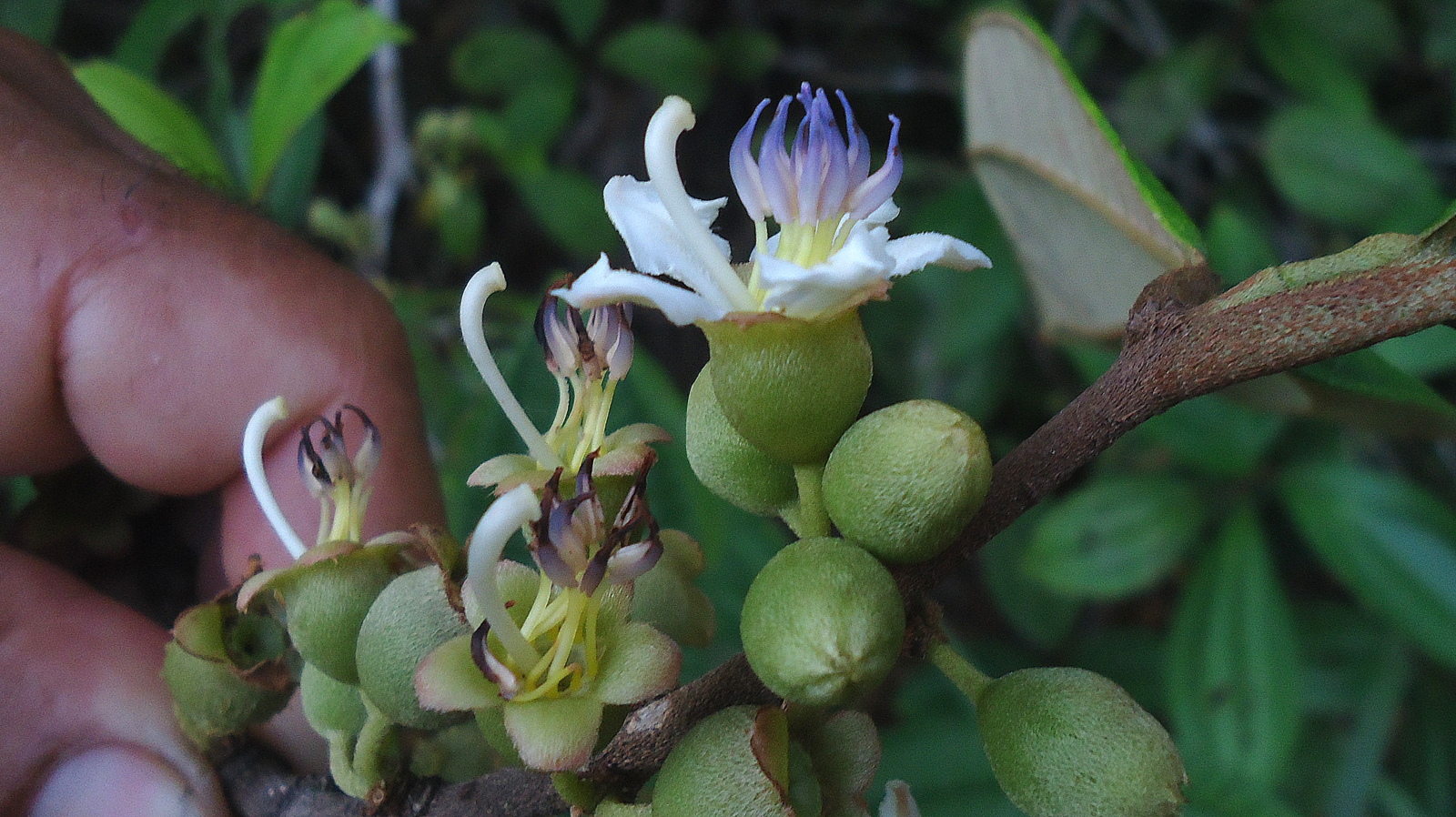
fleur
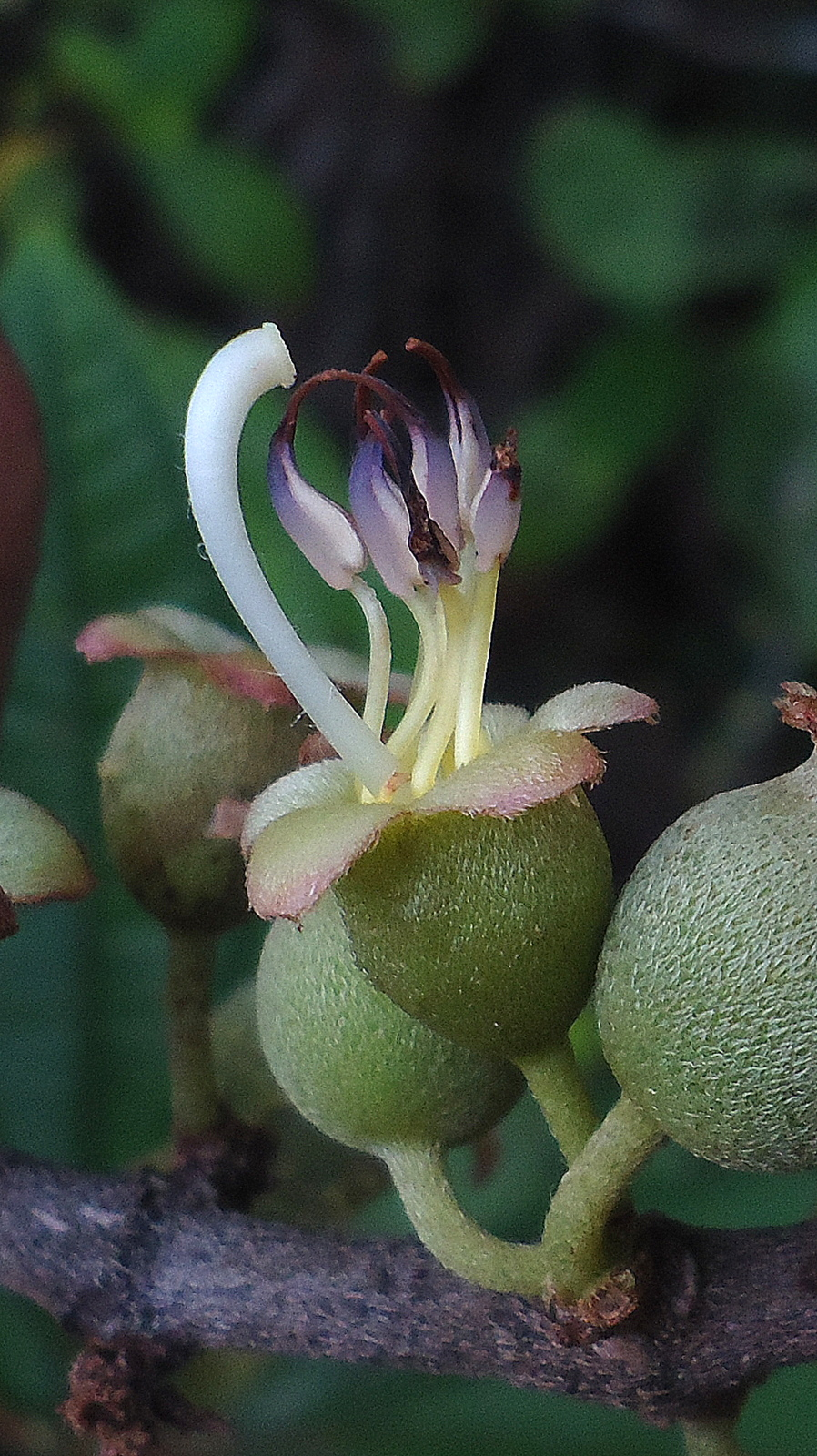
fleur
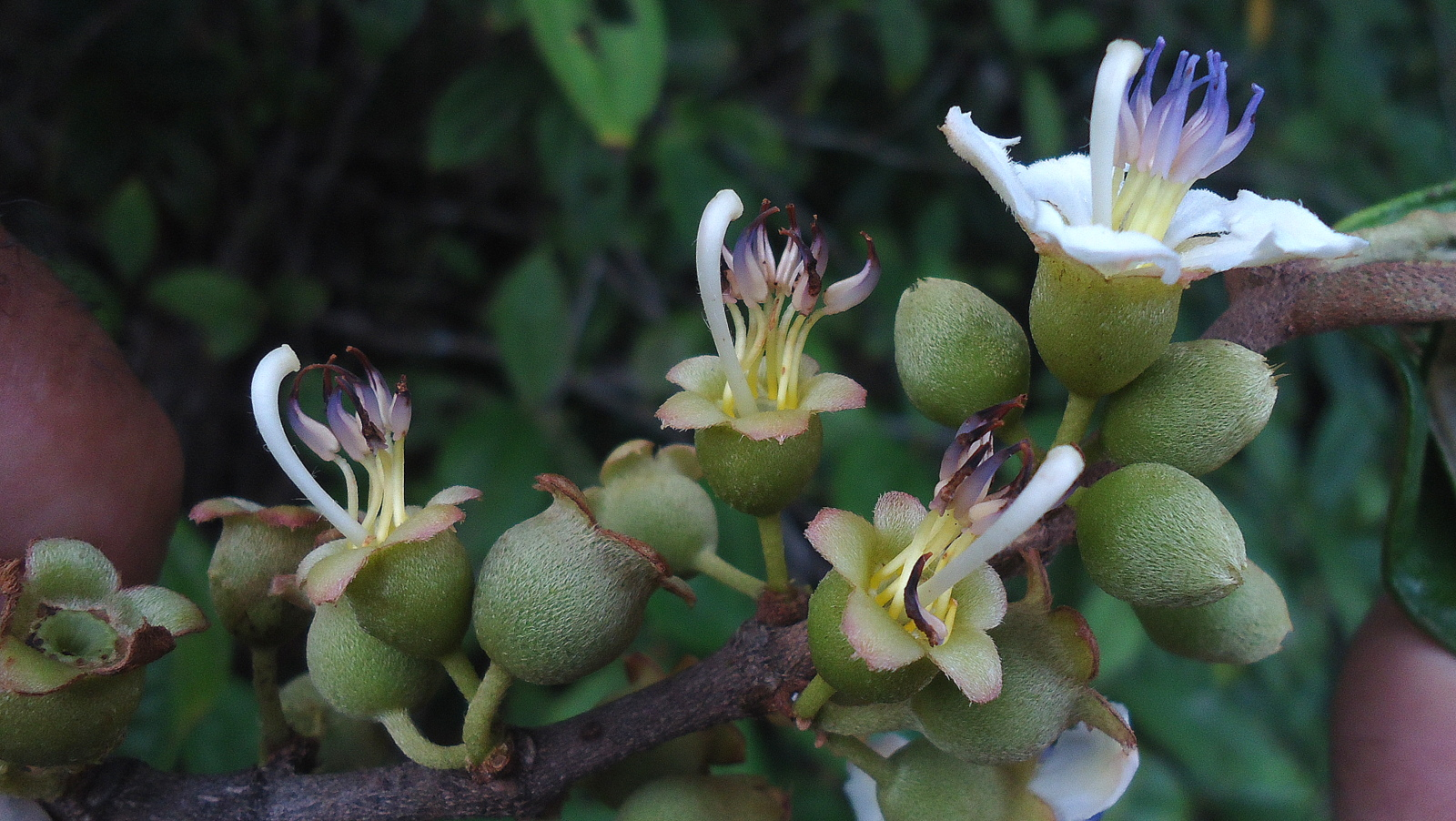
fleur
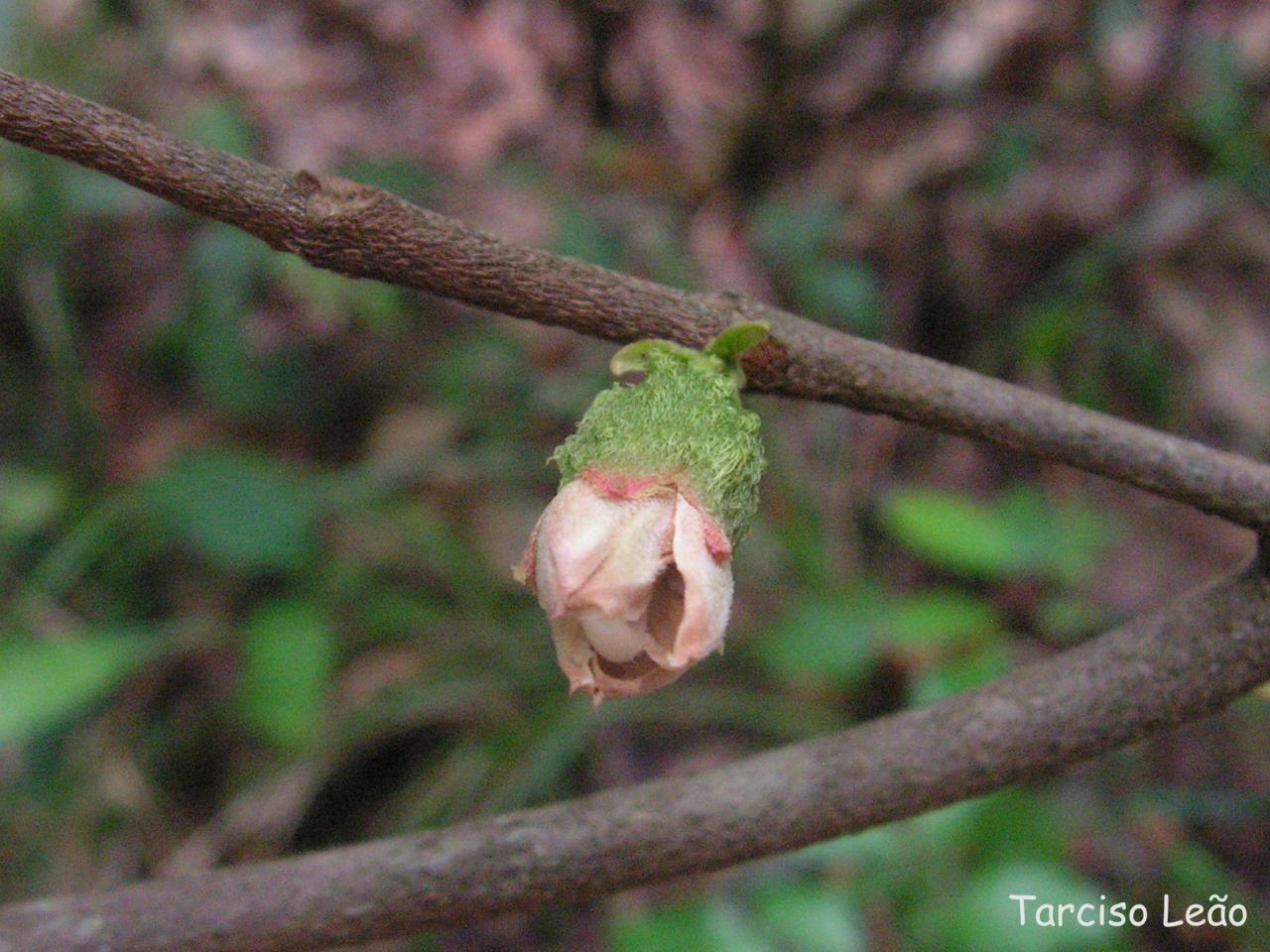
fleur
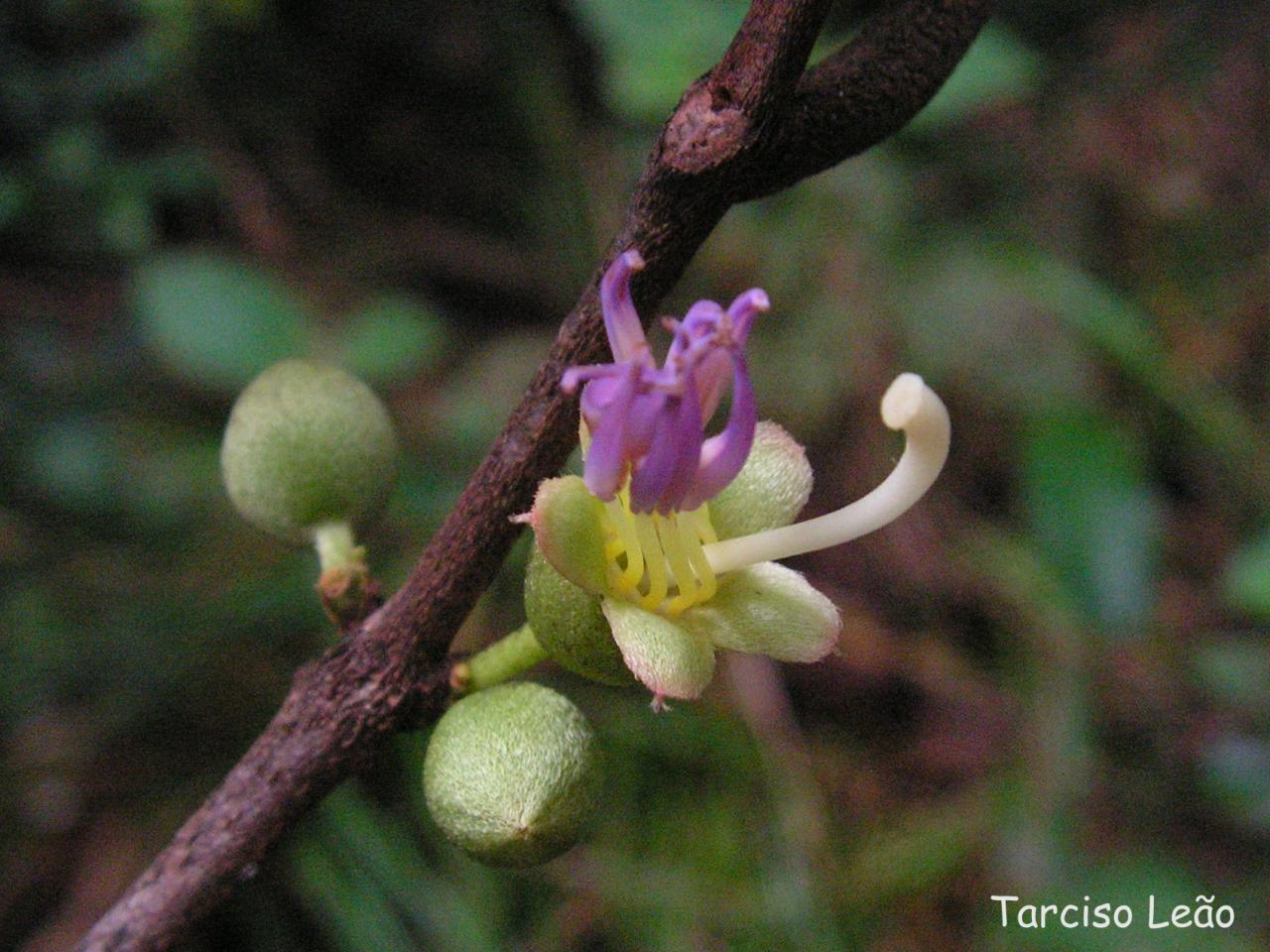
fleur
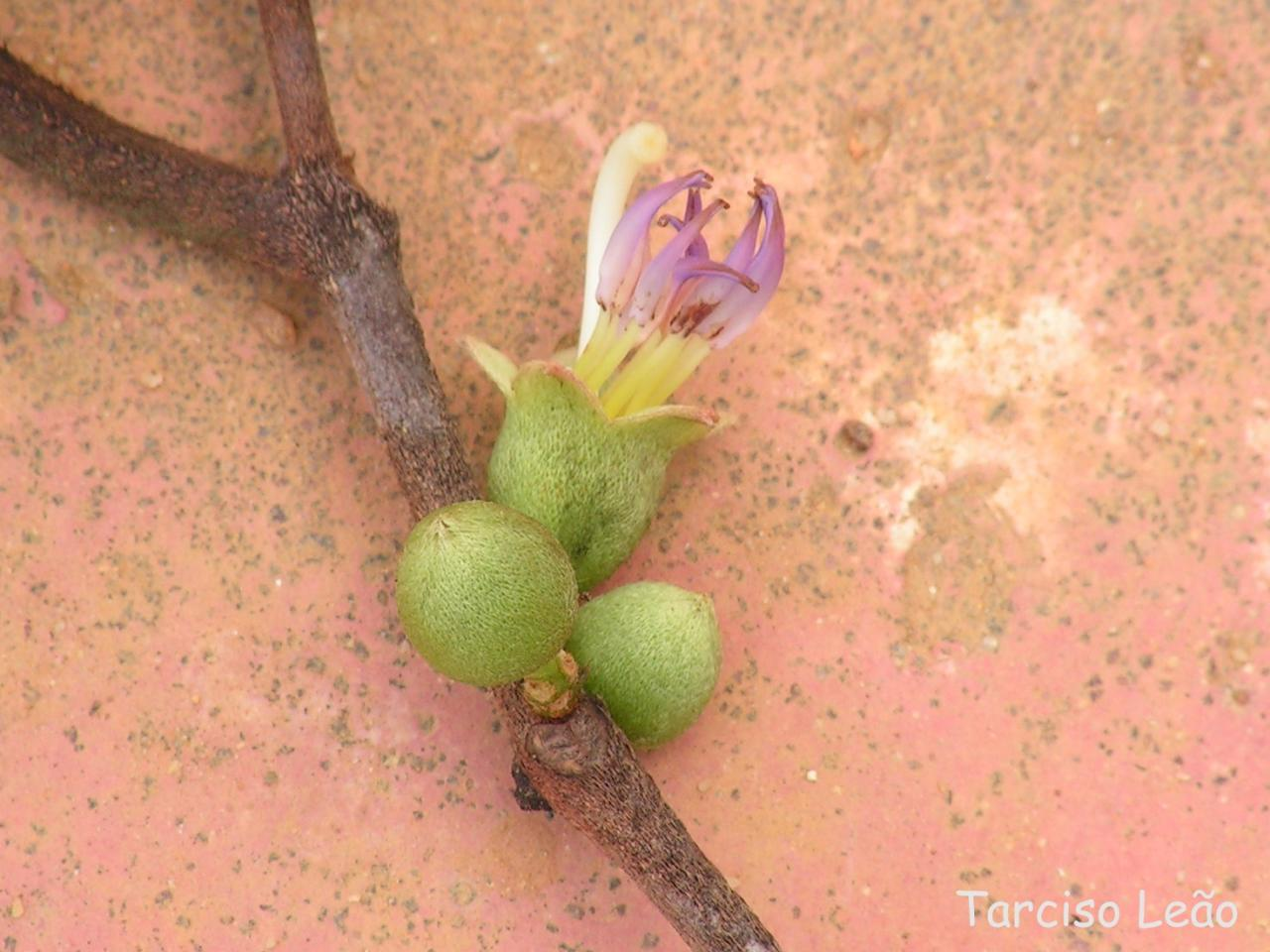
fleurs
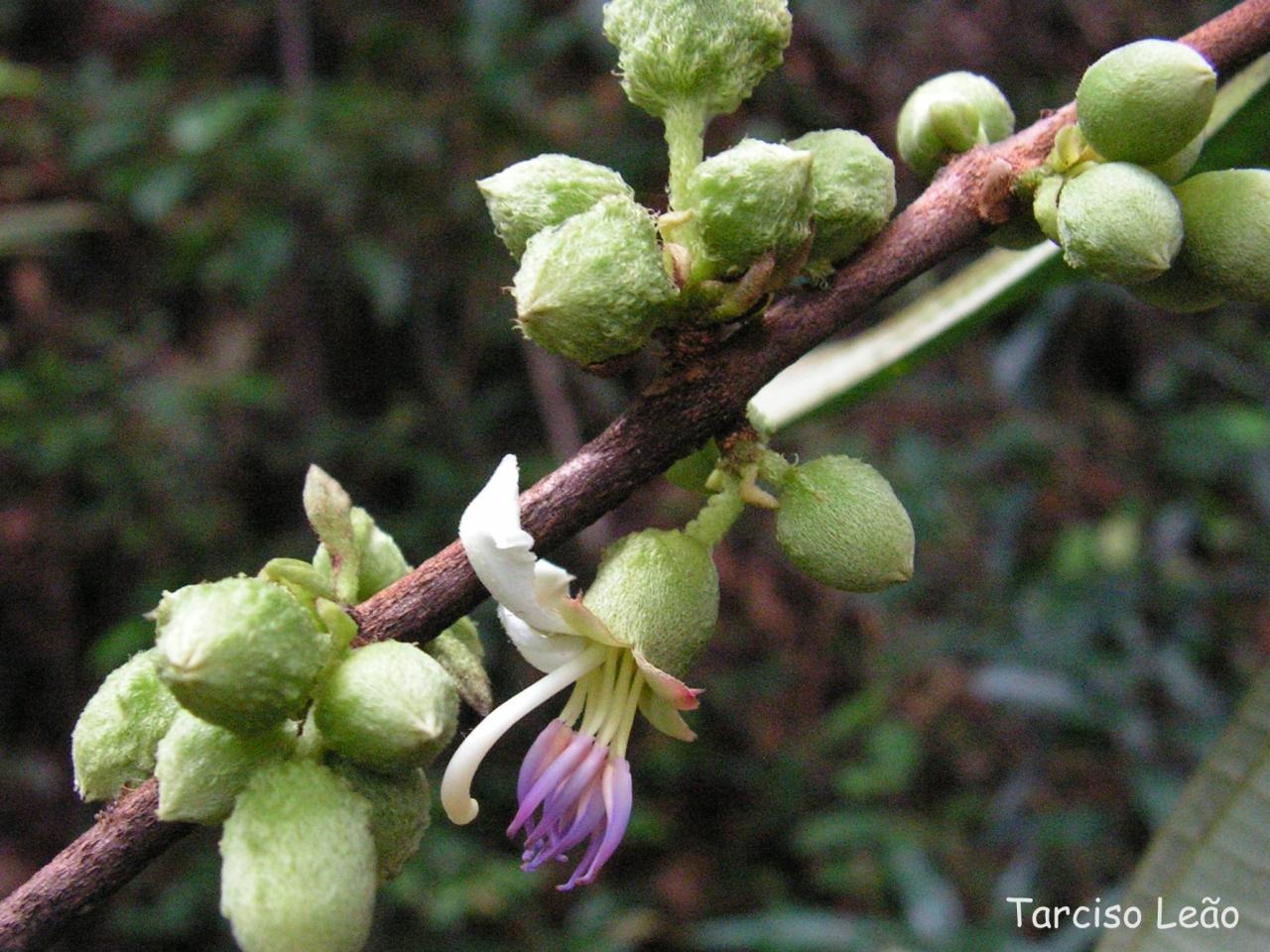
fleurs
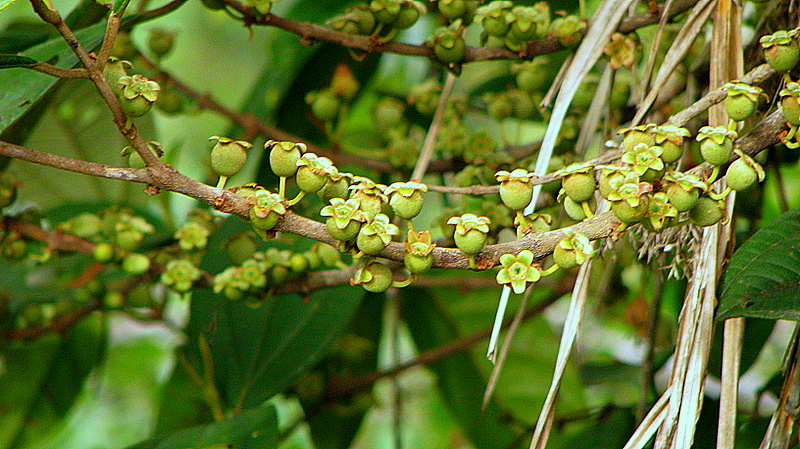
rameau fructifères
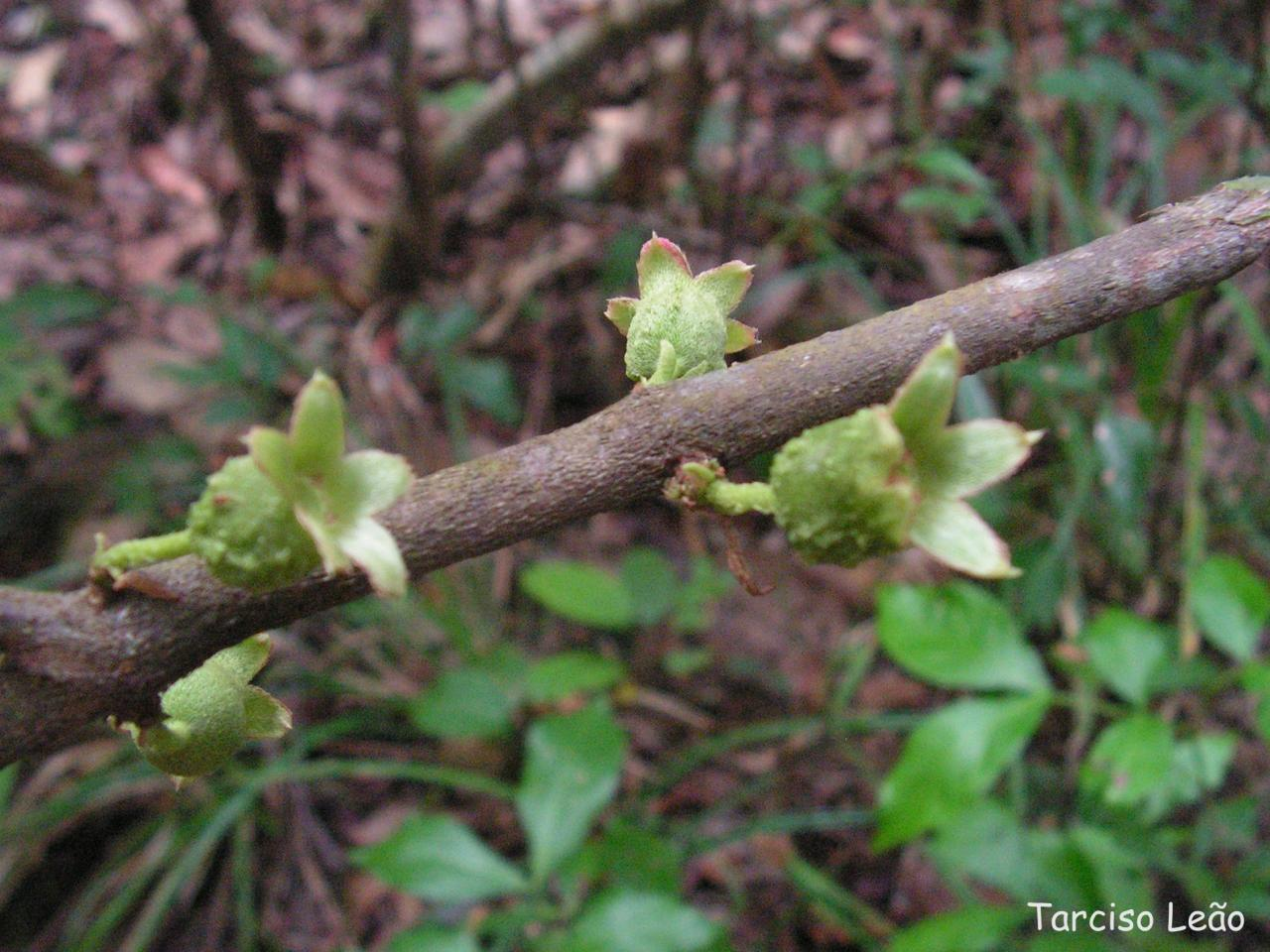
jeunes fruits
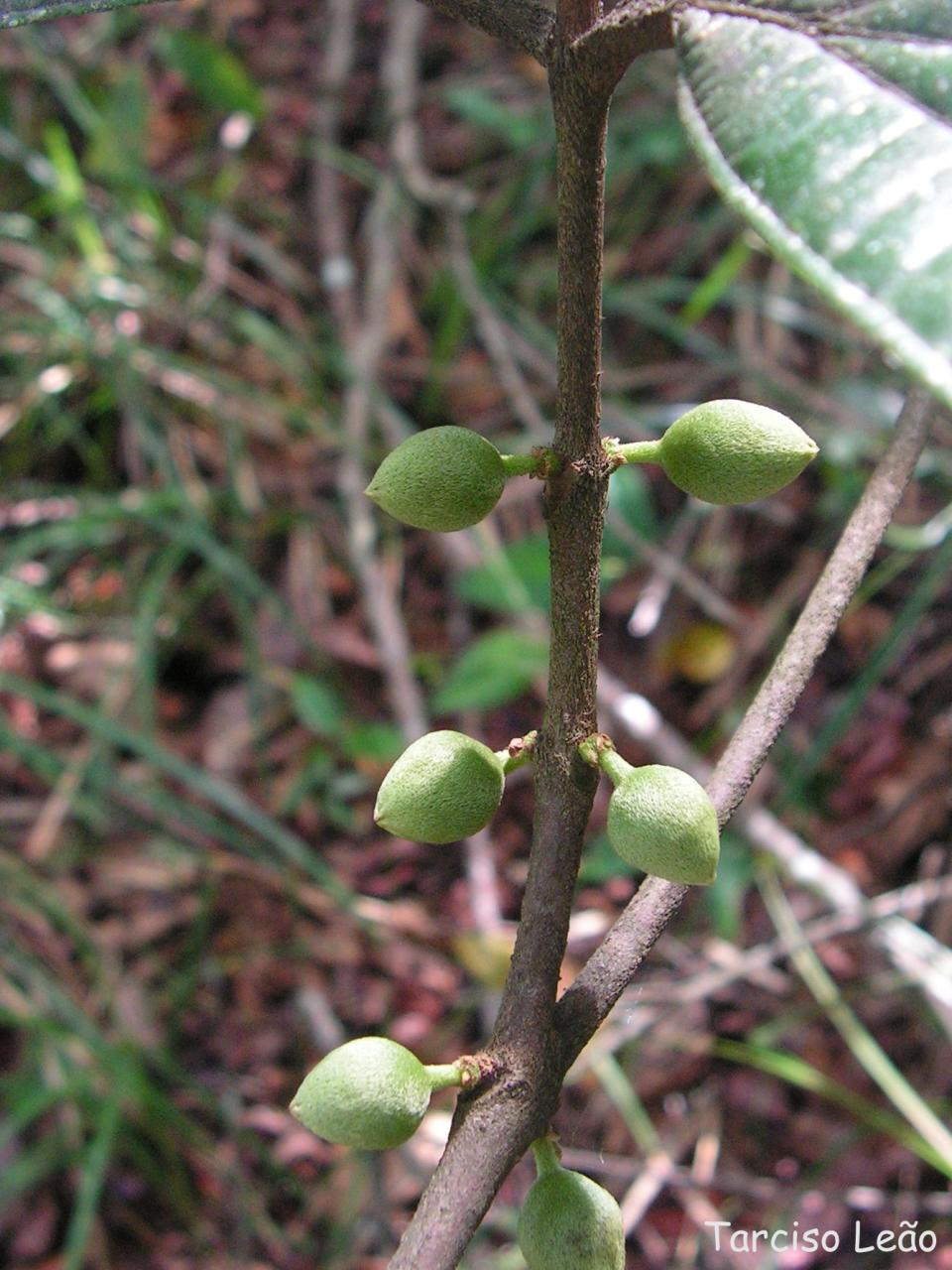
jeunes fruits
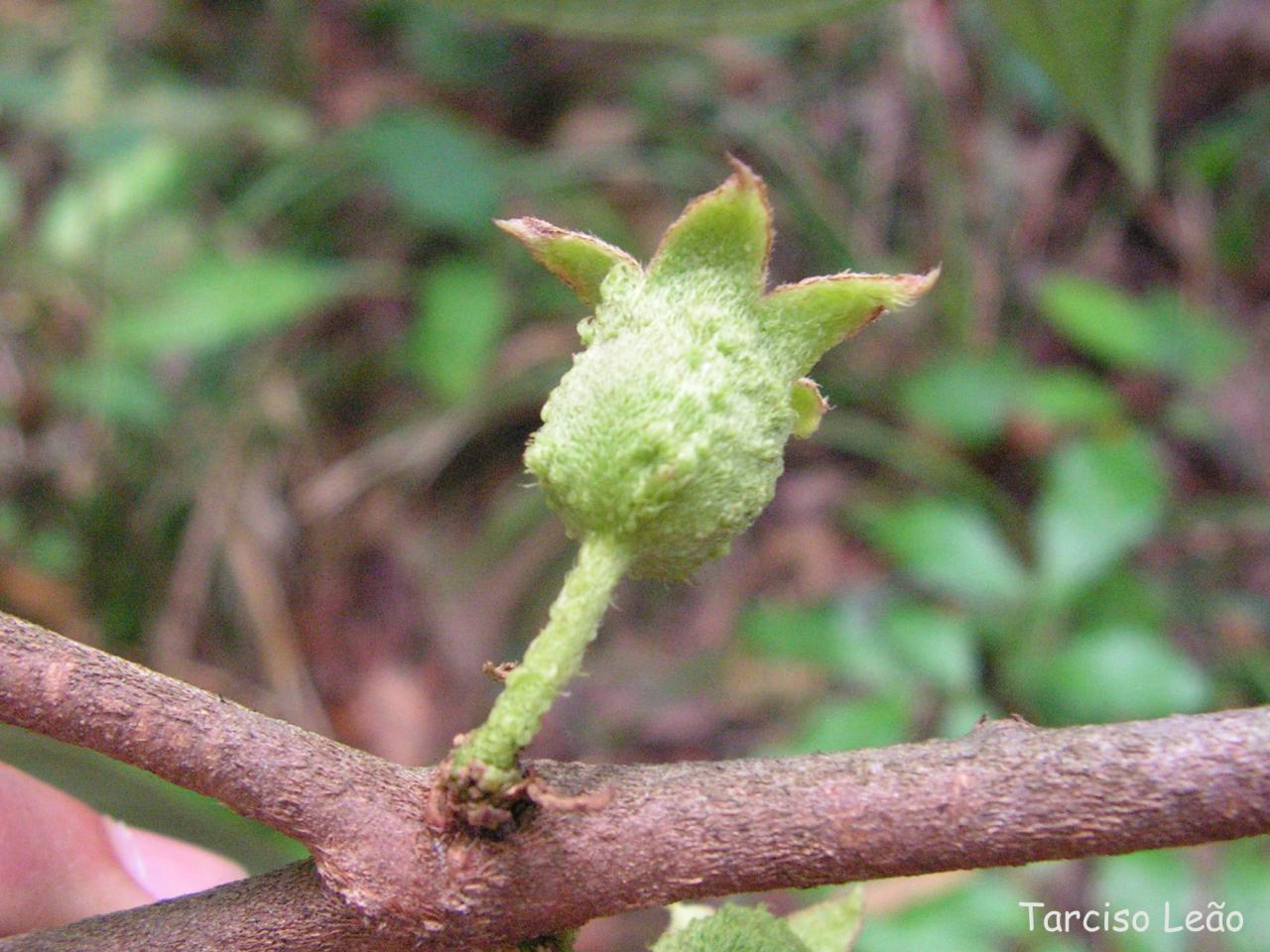
jeune fruit